# Szachownica (roślina)
Szachownica, korona (Fritillaria L.) – rodzaj roślin należący do rodziny liliowatych (Liliaceae). Rodzaj liczy 141 gatunków występujących w strefie klimatu umiarkowanego Eurazji, w północno-zachodniej Afryce oraz w zachodniej Ameryce Północnej, od Alaski do północno-zachodniego Meksyku. W Polsce na naturalnych stanowiskach rośnie tylko jeden gatunek – szachownica kostkowata (Fritillaria meleagris L.).

## Morfologia
Pęd podziemnyCebula, zwykle pokryta tuniką, rzadziej naga (F. imperialis i F. persica), składająca się z dwóch lub więcej liści spichrzowych, rzadziej z jednego (F. persica).
ŁodygaPojedyncza, wzniesiona, nierozgałęziona, ulistniona.
LiścieUlistnienie skrętoległe lub naprzeciwległe, u niektórych gatunków proksymalnie okółkowe. Liście odziomkowe ogonkowe, łodygowe siedzące. Blaszki liściowe równowąskie do jajowatych. Rośliny niekwitnące tworzą liść pojedynczy, eliptyczny, jajowaty lub odwrotniejajowaty.
KwiatyKwiaty zwisłe, zwykle promieniste, u roślin zaliczanych do sekcji Theresia grzbieciste, pojedyncze, albo zebrane w baldach lub grono, wsparte przysadką. Okwiat dzwonkowaty lub miseczkowaty, biały, żółty, zielonkawy, purpurowy lub czerwonawy, często pokryty mozaikowym wzorem zbudowanym z jaśniejszych i ciemniejszych barw. Sześć wolnych listków okwiatu położonych jest w dwóch okółkach. U ich nasady obecne są miodniki w postaci zagłębień, rowków (np. F. sewerzowii) lub woreczków (sekcja Theresia). Pręciki osadzone u nasady listków okwiatu. Główki pręcików zwykle równowąskie do elipsoidalnych, rzadko kuliste (sekcja Theresia), osadzone u nasady, rzadziej grzbietowo (F. fusca, sekcja Liliorhiza). Nitki pręcików nitkowate lub lekko spłaszczone, niekiedy brodawkowate, rzadko pokryte włoskami (F. karelinii). Zalążnia górna, mniej więcej siedząca, trójwrębna lub niemal całobrzega. Szyjka słupka trójwrębna do trójdzielnej. Znamię słupka równowąskie lub bardzo krótkie.
OwoceOdwrotnie jajowate do kulistych, sześciokątne, niekiedy oskrzydlone torebki, pękające przegrodowo. Nasiona liczne, żółtawe do brązowawych, spłaszczone. W okresie owocowania szypułki prostują się, wznosząc owoce ponad roślinę.

## Biologia i ekologia
RozwójWieloletnie geofity cebulowe.
Szachownice kwitną od połowy wiosny do wczesnego lata. Szachownica żółta kwitnie 12 dni, licząc od pojawienia się pąka kwiatowego. Pylniki produkują pyłek przez okres od 2 do 4 dni. Słupek dojrzewa wcześniej, stając się receptywnym po 2–3 dniach po otwarciu kwiatu.
Gatunki szachownic o wymiarach miodników przekraczających 4–12×1–4 mm, produkujących więcej fruktozy niż glukozy, są zapylane głównie przez osy. Owadami zapylającymi rośliny o mniejszych miodnikach są przeważnie trzmiele.
Pod koniec XX wieku w Europie zaobserwowano, że na nektarze szachownicy cesarskiej żerują sikory modre i sikory bogatki, stając się zapylaczami tych roślin.
Oskrzydlone nasiona są przystosowane do rozsiewania przez wiatr.
Interakcje z innymi gatunkamiCebule szachownicy cesarskiej zawierają substancję chemiczną o silnym, nieprzyjemnym aromacie, który przenika do gleby i powietrza. Zapach ten jest odstręczający dla gryzoni i zającowatych.
Cechy fitochemiczneW cebulach wielu gatunków szachownic obecne są alkaloidy steroidowe, takie jak peimissyna, werticyna, wericynon, imperialina, izowertycyna i ebeiedyna. Skład i zawartość tych alkaloidów są specyficzną cechą gatunkową.
Imperialina, obecna w cebulach szachownicy cesarskiej, jest silnie trująca. Objawami zatrucia są wymioty, skurcze i obniżenie ciśnienia krwi. Po spożyciu może dojść również do zatrzymania krążenia.
Cebule szachownicy żółtej zawierają alkaloidy peiminę, peimitynę, peimizynę, peimitydinę, baimonidynę, wertycynę, werticyninę, fritillarizynę i zebeininę, glikozyd peminozyd oraz steryd propeiminę.
W cebulach niektórych gatunków szachownic (np. sz. żółtej, bladokwiatowej i Fritillaria thunbergii) obecna jest fritimina, obniżająca ciśnienie krwi, zmniejszająca pobudliwość układu oddechowego i przeciwdziałająca efektom opium. Alkaloid obecny w cebulach szachownicy Sewerzowa działa znieczulająco.
GenetykaLiczba chromosomów 2n wynosi 24 lub 26.

## Systematyka

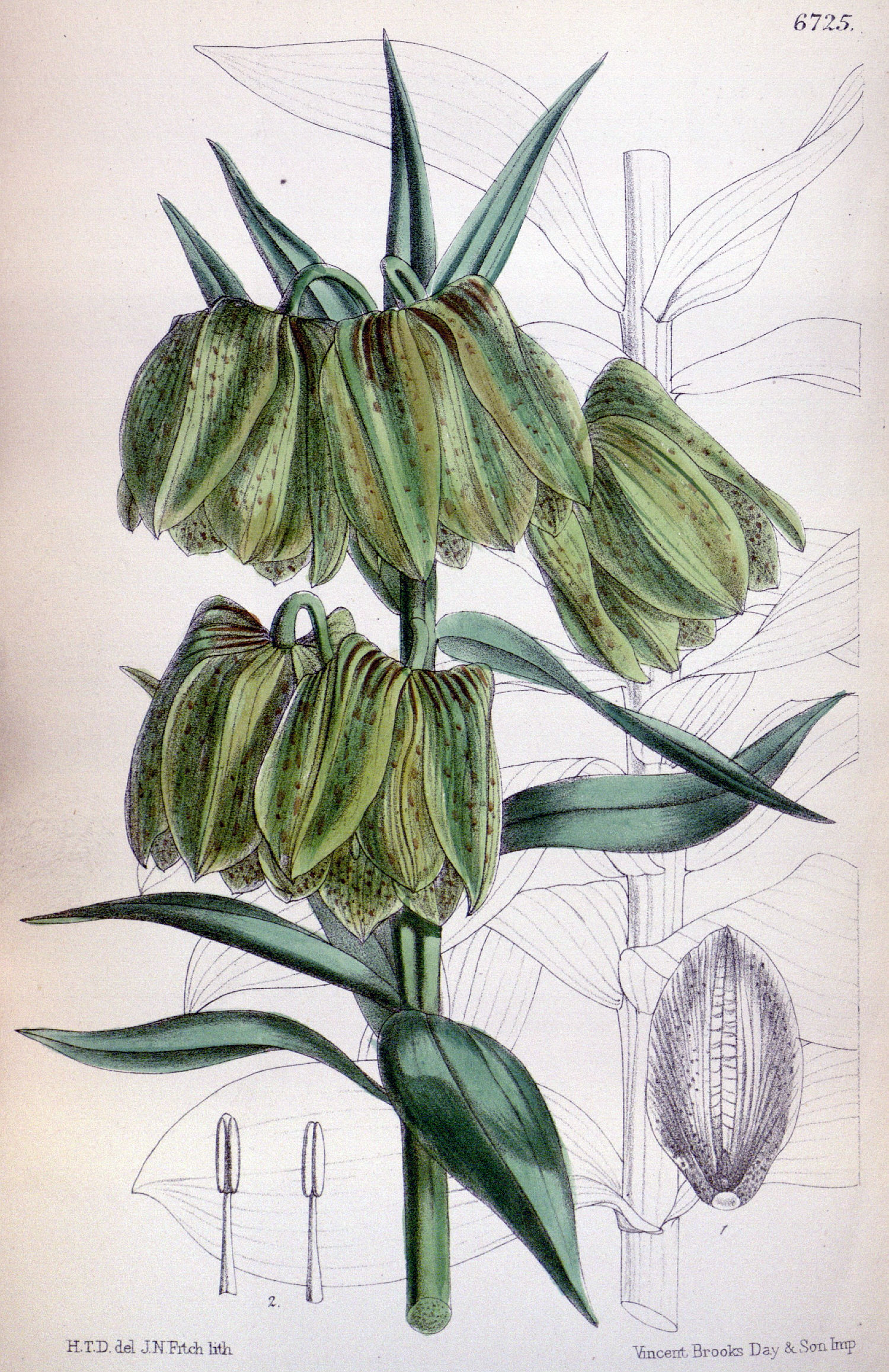
szachownica bladokwiatowa
podrodzaj Fritillaria
sekcja Fritillaria

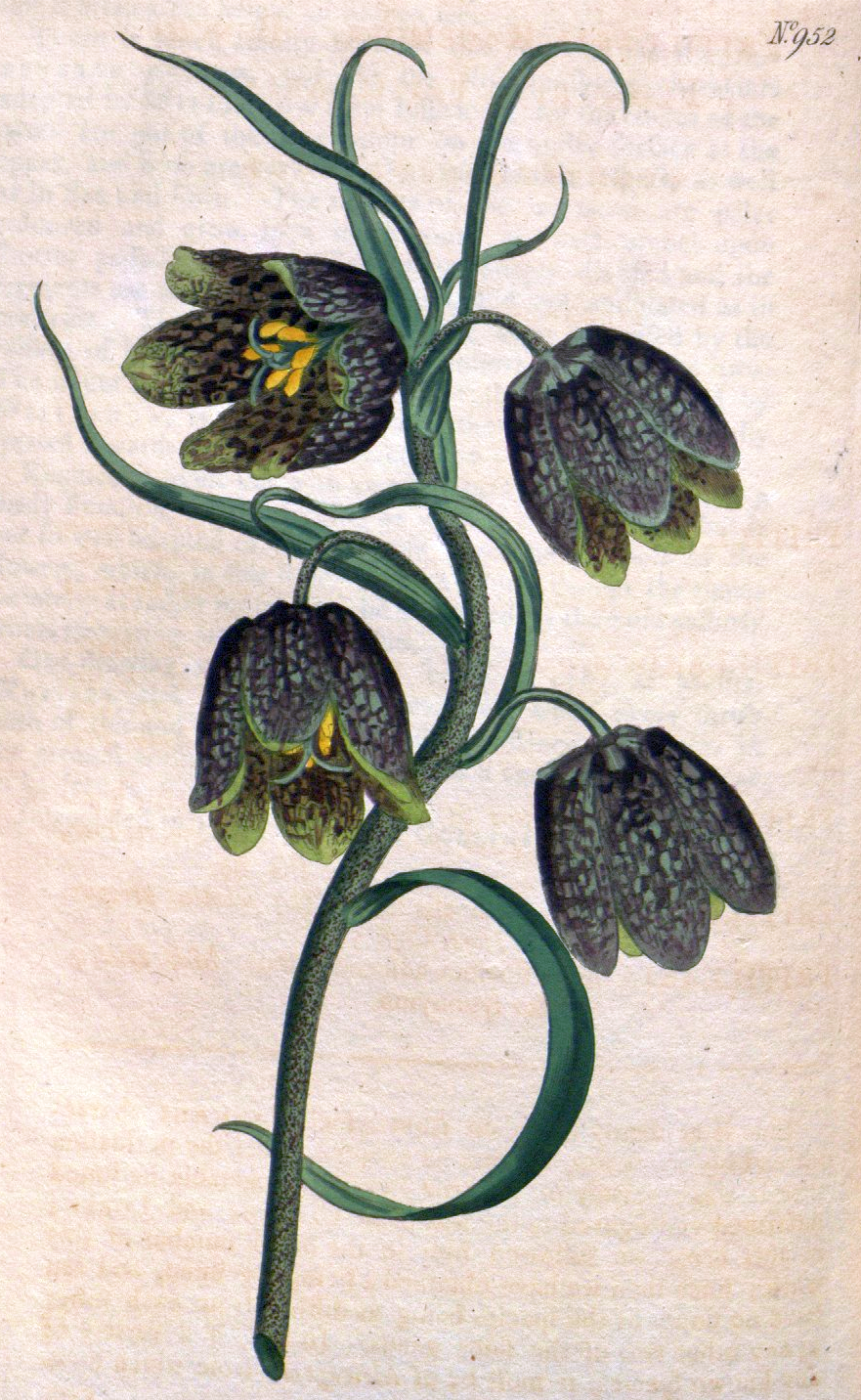
szachownica kaukaska
podrodzaj Fritillaria
sekcja Olostylea

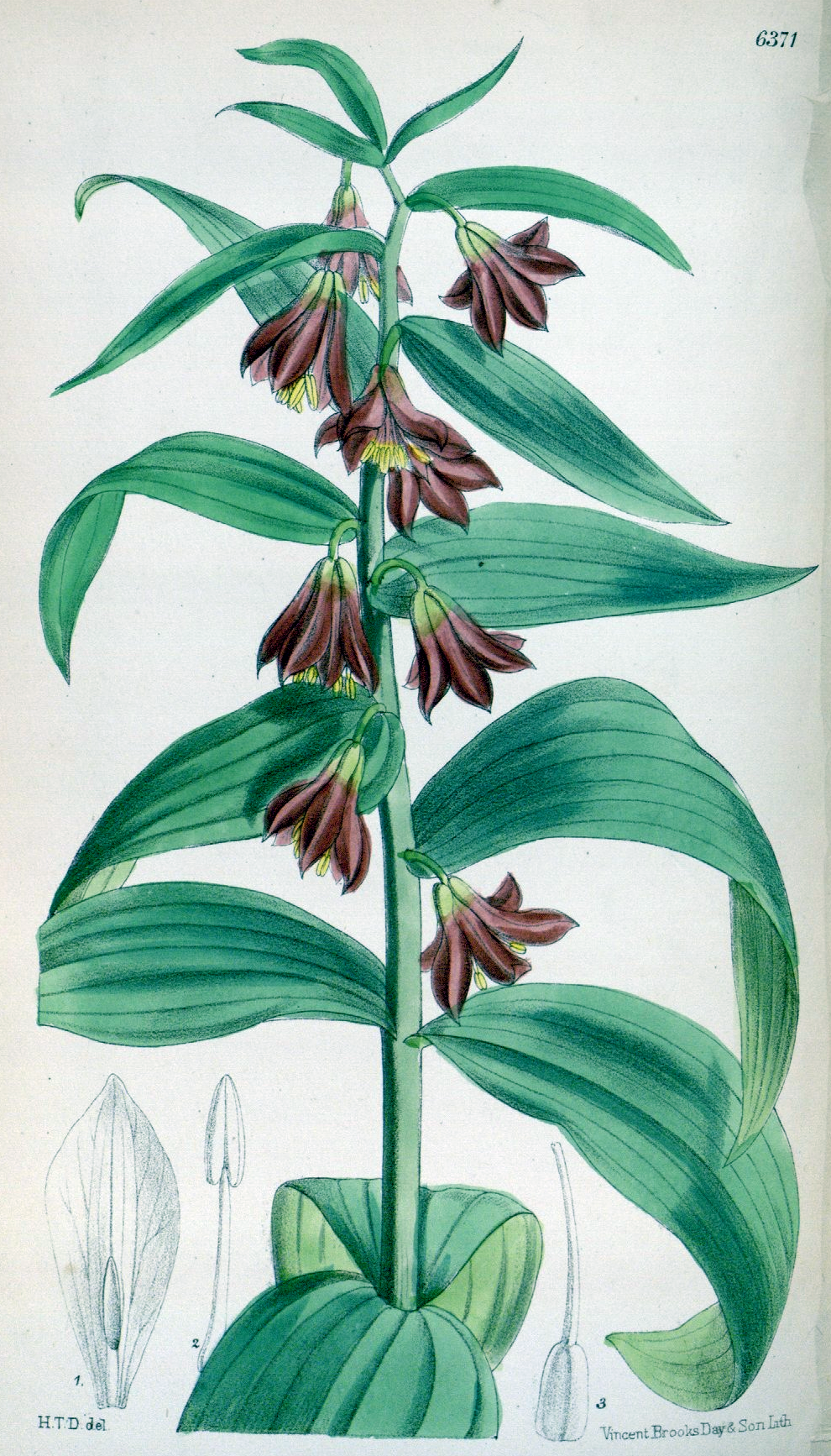
szachownica Sewerzowa
podrodzaj Korolkowia

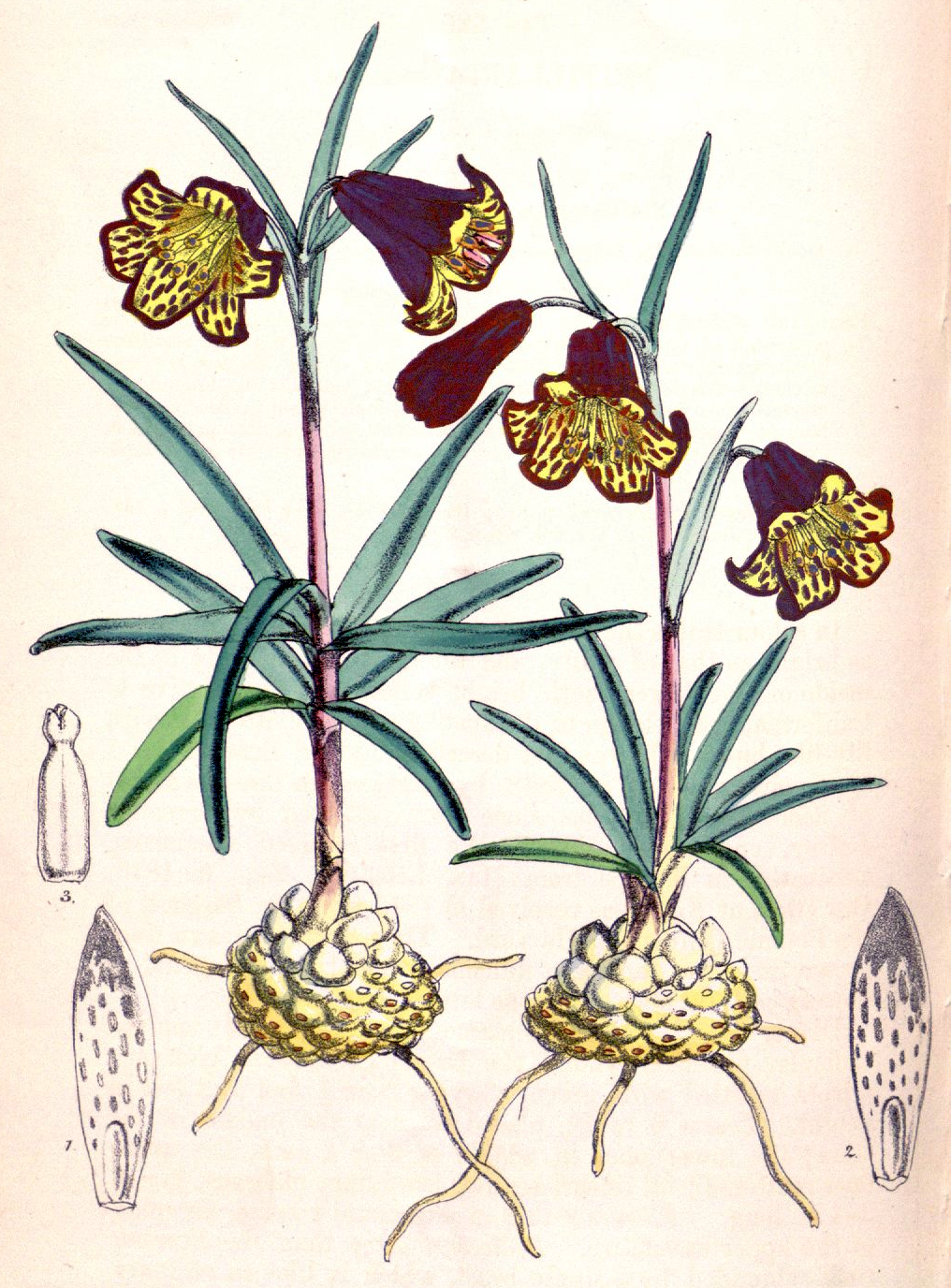
szachownica odgięta
podrodzaj Liliorhiza

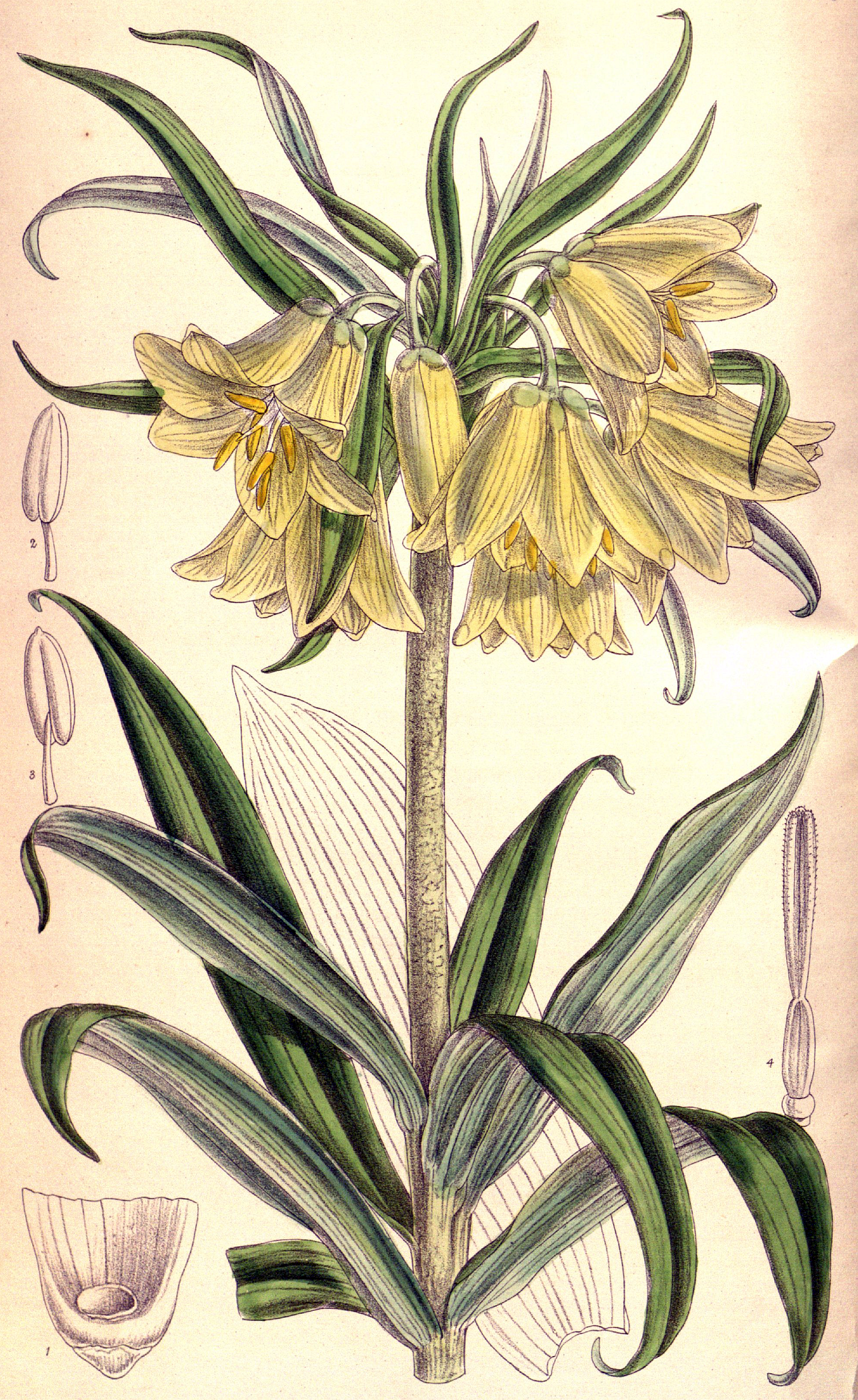
szachownica Raddiego
podrodzaj Petilium

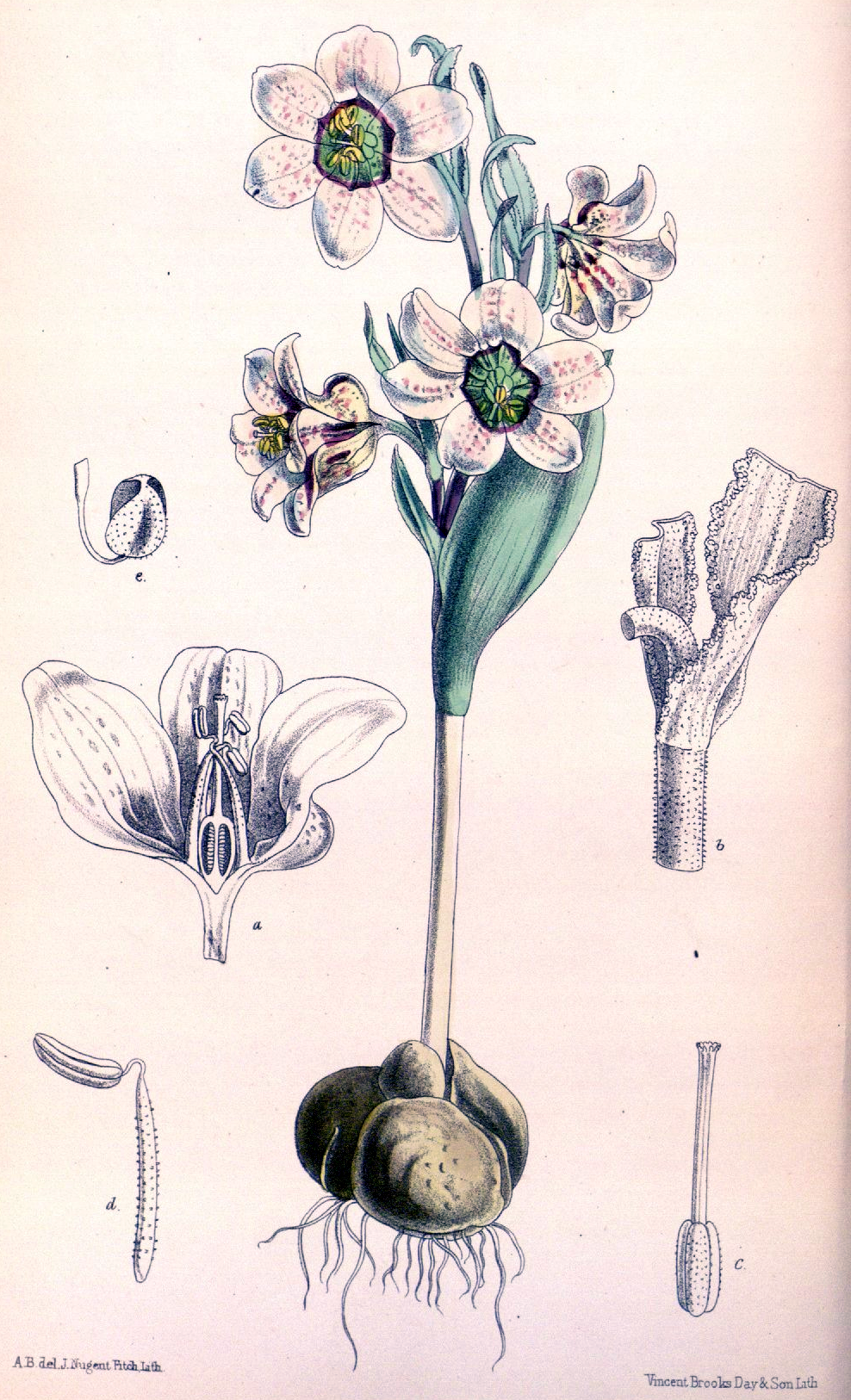
Fritillaria karelinii
podrodzaj Rhinopetalum

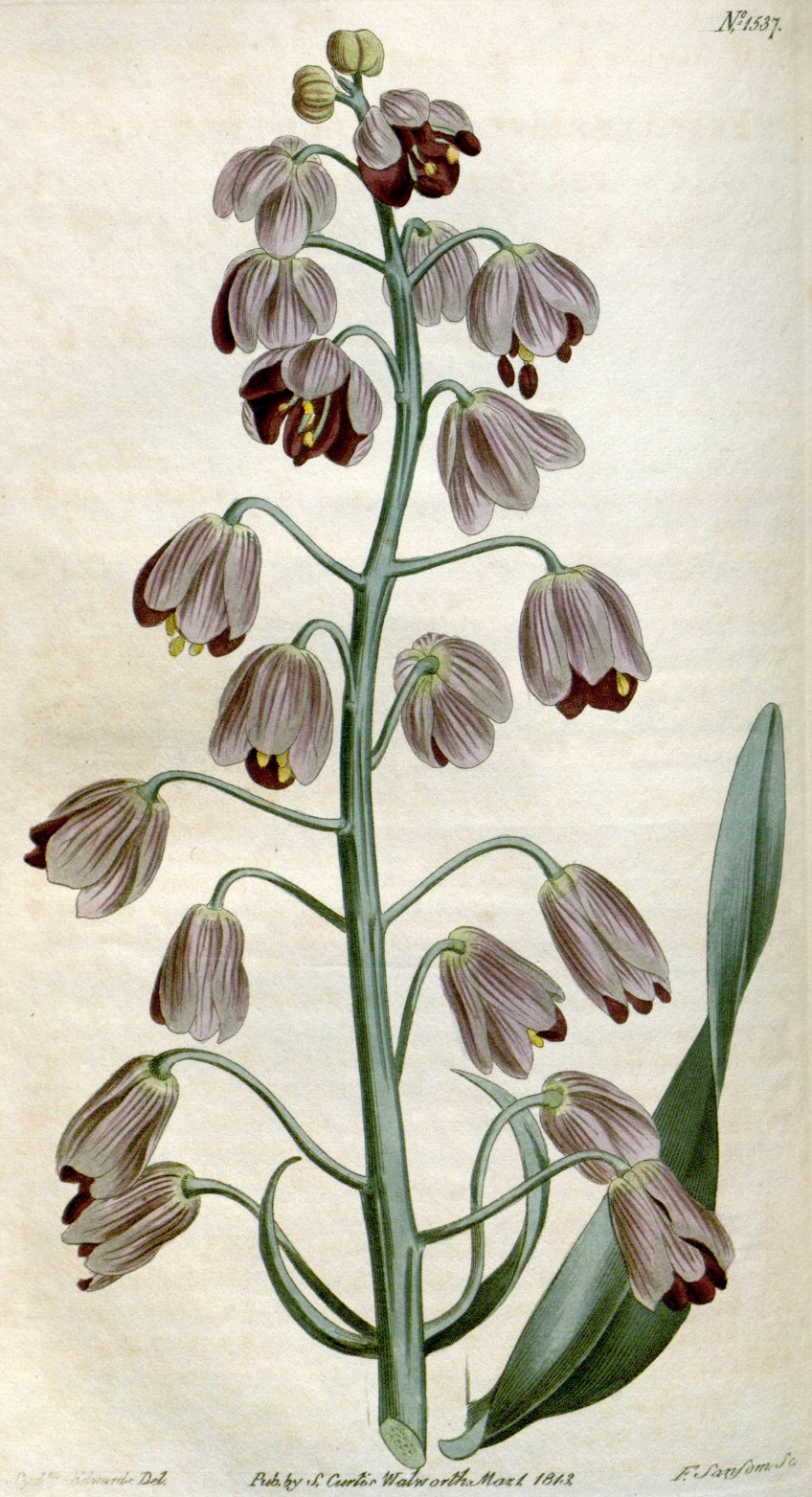
szachownica perska
podrodzaj Theresia

Pozycja systematyczna według Angiosperm Phylogeny Website (aktualizowany system APG IV z 2016)Klad okrytonasienne, klad jednoliścienne (monocots), rząd liliowce (Liliales), rodzina liliowate (Liliaceae), podrodzina Lilioideae.
Pozycja systematyczna według systemu TakhtajanaRodzaj włączony do plemienia Lilieae w rodzinie liliowatych z rzędu liliowców zarówno w wersji systemu z 1997, jak i w zrewidowanej wersji z 2008.
Podział rodzaju według Rønsted i in. (2005)
- podrodzaj Davidii Rix – F. davidii
- podrodzaj Fritillaria
  - sekcja Fritillaria – F. acmopetala, F. aurea, F. crassifolia, F. hermonis, F. lusitanica, F. meleagris, F. michailowskyi, F. olivieri, F. pallidiflora, F. reuteri, F. tenella, F. tubiformis
  - sekcja Olostylea Boiss. – F. alburyana, F. caucasica, F. minuta
- podrodzaj Japonica Rix – F. japonica
- podrodzaj Korolkowia Rix – F. serwerzowi
- podrodzaj Liliorhiza (Kellogg) Benth. & Hook. f. – F. affinis, F. agrestis, F. camtschatcensis, F. eastwoodae, F. falcata, F. gentneri, F. glauca, F. maximowiczii, F. micrantha, F. phaeanthera, F. pudica, F. recurva, F. striata
- podrodzaj Petilium (L.) Endl. – F. chitralensis, F. imperialis, F. raddeana
- podrodzaj Rhinopetalum Fisch. – F. gibbosa, F. karelini
- podrodzaj Theresia Koch – F. persica

Gatunki
- Fritillaria acmopetala Boiss. – szachownica ostropłatkowa
- Fritillaria affinis (Schult. & Schult.f.) Sealy – szachownica pokrewna
- Fritillaria agrestis Greene – szachownica polna
- Fritillaria alburyana Rix – szachownica Albury'ego
- Fritillaria alfredae Post – szachownica Alfreda
- Fritillaria amabilis Koidz.
- Fritillaria amana (Rix) R.Wallis & R.B.Wallis
- Fritillaria anhuiensis S.C.Chen & S.F.Yin
- Fritillaria ariana (Losinsk. & Vved.) Rix
- Fritillaria armena Boiss. – szachownica armeńska
- Fritillaria assyriaca Baker – szachownica asyryjska
- Fritillaria atrolineata Bakhshi Khan.
- Fritillaria atropurpurea Nutt. – szachownica purpurowa
- Fritillaria aurea Schott – szachownica złocista
- Fritillaria ayakoana Maruy. & Naruh.
- Fritillaria baskilensis Behcet
- Fritillaria biflora Lindl.
- Fritillaria bithynica Baker
- Fritillaria brandegeei Eastw.
- Fritillaria bucharica Regel – szachownica bucharska
- Fritillaria byfieldii Özhatay & Rix in P.H.Davis (ed.)
- Fritillaria camschatcensis (L.) Ker Gawl. – szachownica kamczacka
- Fritillaria carica Rix – szachownica karyjska
- Fritillaria caucasica Adam – szachownica kaukaska
- Fritillaria chlorantha Hausskn. & Bornm.
- Fritillaria chlororhabdota Bakhshi Khan.
- Fritillaria cirrhosa D.Don – szachownica żółta
- Fritillaria collina Adam
- Fritillaria conica Boiss.
- Fritillaria crassicaulis S.C.Chen
- Fritillaria crassifolia Boiss. & A.Huet – szachownica grubolistna
- Fritillaria dagana Turcz.
- Fritillaria dajinensis S.C.Chen
- Fritillaria davidii Franch.
- Fritillaria davisii Turrill – szachownica Davisa
- Fritillaria delavayi Franch.
- Fritillaria drenovskii Degen & Stoj. – szachownica Drenowskiego
- Fritillaria dzhabavae A.P.Khokhr.
- Fritillaria eastwoodiae R.M.Macfarl.
- Fritillaria eduardi Regel – szachownica Edwarda
- Fritillaria ehrhartii Boiss. & Orph. in P.E.Boissier
- Fritillaria elwesii Boiss. – szachownica Elwesa
- Fritillaria epirotica Turrill ex Rix
- Fritillaria euboeica Rix
- Fritillaria falcata (Jeps.) D.E.Beetle
- Fritillaria fleischeriana Steud. & Hochst. ex Schult. & Schult.f. in J.J.Roemer & J.A.Schultes
- Fritillaria forbesii Baker
- Fritillaria frankiorum R.Wallis & R.B.Wallis
- Fritillaria fusca Turrill
- Fritillaria gentneri Gilkey
- Fritillaria gibbosa Boiss.
- Fritillaria glauca Greene – szachownica sina
- Fritillaria graeca Boiss. & Spruner – szachownica grecka
- Fritillaria grandiflora Grossh.
- Fritillaria gussichiae (Degen & Dörfl.) Rix – szachownica Gussichy
- Fritillaria hermonis Fenzl ex Klatt
- Fritillaria imperialis L. – szachownica cesarska, korona cesarska
- Fritillaria involucrata All. – szachownica okryta
- Fritillaria japonica Miq.
- Fritillaria kaiensis Naruh.
- Fritillaria karelinii (Fisch. ex D.Don) Baker
- Fritillaria kittaniae Sorger
- Fritillaria koidzumiana Ohwi
- Fritillaria kotschyana Herb.
- Fritillaria kurdica Boiss. & Noë – szachownica kurdyjska
- Fritillaria lagodechiana Kharkev.
- Fritillaria latakiensis Rix
- Fritillaria latifolia Willd. – szachownica szerokolistna
- Fritillaria legionensis Llamas & J.Andrés
- Fritillaria liliacea Lindl.
- Fritillaria lusitanica Wikstr.
- Fritillaria macedonica Bornm.
- Fritillaria macrocarpa Coss. ex Batt.
- Fritillaria maximowiczii Freyn
- Fritillaria meleagris L. – szachownica kostkowata
- Fritillaria meleagroides Patrin ex Schult. & Schult.f.
- Fritillaria messanensis Raf.
- Fritillaria michailovskyi Fomin – szachownica Michajłowskiego
- Fritillaria micrantha A.Heller
- Fritillaria milasensis Teksen & Aytaç
- Fritillaria minima Rix
- Fritillaria minuta Boiss. & Noë – szachownica drobna
- Fritillaria monantha Migo
- Fritillaria montana Hoppe ex W.D.J.Koch – szachownica górska
- Fritillaria mughlae Teksen & Aytaç
- Fritillaria muraiana Ohwi
- Fritillaria mutabilis Kamari in P.A.K.Strid & Kit Tan (eds.)
- Fritillaria obliqua Ker Gawl.
- Fritillaria ojaiensis Davidson
- Fritillaria olgae Vved. in B.A.Fedchenko & al.
- Fritillaria olivieri Baker – szachownica Oliviera
- Fritillaria oranensis Pomel
- Fritillaria orientalis Adam – szachownica wschodnia
- Fritillaria pallidiflora Schrenk – szachownica bladokwiatowa
- Fritillaria pelinaea Kamari
- Fritillaria persica L. – szachownica perska
- Fritillaria pinardii Boiss. – szachownica Pinarda
- Fritillaria pinetorum Davidson – szachownica szyszkowata
- Fritillaria pluriflora Torr. ex Benth. – szachownica wielokwiatowa
- Fritillaria pontica Wahlenb. – szachownica pontyjska
- Fritillaria przewalskii Maxim. ex Batalin.
- Fritillaria pudica (Pursh) Spreng. – szachownica skromna
- Fritillaria purdyi Eastw.
- Fritillaria pyrenaica L. – szachownica pirenejska
- Fritillaria raddeana Regel – szachownica Raddiego
- Fritillaria recurva Benth. – szachownica odgięta
- Fritillaria regelii Losinsk.
- Fritillaria reuteri Boiss.
- Fritillaria rhodia A.Hansen
- Fritillaria rhodocanakis Orph. ex Baker
- Fritillaria rixii Zaharof
- Fritillaria ruthenica Wikst. – szachownica ruska
- Fritillaria sewerzowii Regel – szachownica Sewerzowa
- Fritillaria shikokiana Naruh.
- Fritillaria sibthorpiana (Sm.) Baker
- Fritillaria sichuanica S.C.Chen
- Fritillaria sinica S.C.Chen
- Fritillaria skorpili Velen.
- Fritillaria sororum Jim.Persson & K.Persson
- Fritillaria spetsiotica Kamari
- Fritillaria sporadum Kamari
- Fritillaria stenanthera (Regel) Regel – szachownica wąskokwiatowa
- Fritillaria straussii Bornm.
- Fritillaria striata Eastw.
- Fritillaria stribrnyi Velen.
- Fritillaria taipaiensis P.Y.Li
- Fritillaria theophrasti Kamari & Phitos
- Fritillaria thunbergii Miq.
- Fritillaria tortifolia X.Z.Duan & X.J.Zheng
- Fritillaria tubiformis Gren. & Godr. – szachownica trąbkowata
- Fritillaria unibracteata P.K.Hsiao & K.C.Hsia
- Fritillaria usuriensis Maxim.
- Fritillaria uva-vulpis Rix – szachownica lisia
- Fritillaria verticillata Willd. – szachownica okółkowa
- Fritillaria viridea Kellogg
- Fritillaria viridiflora Post
- Fritillaria walujewii Regel – szachownica Walujewa
- Fritillaria whittallii Baker
- Fritillaria yuminensis X.Z.Duan
- Fritillaria yuzhongensis G.D.Yu & Y.S.Zhou
- Fritillaria zagrica Stapf

## Galeria

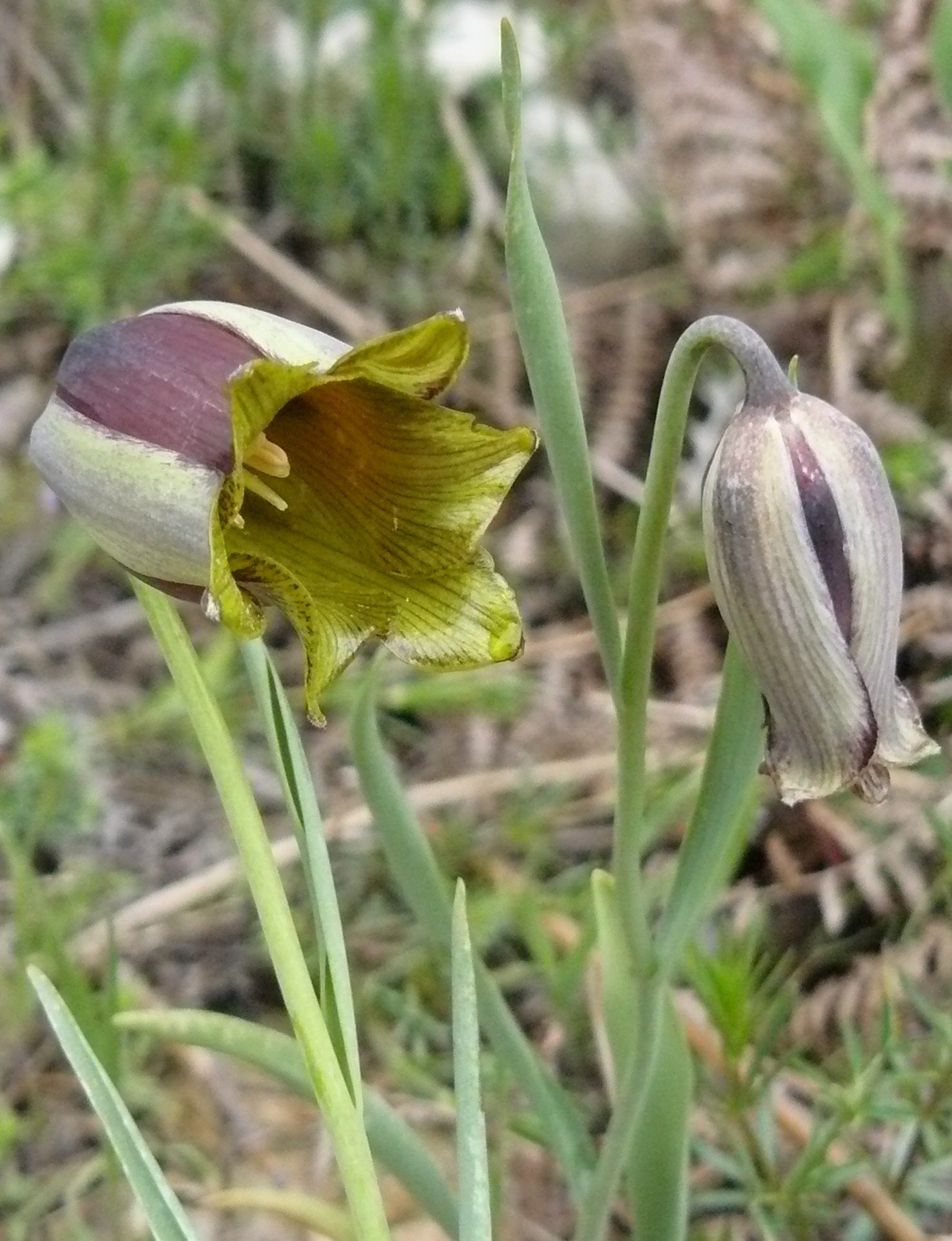
Fritillaria acmopetala
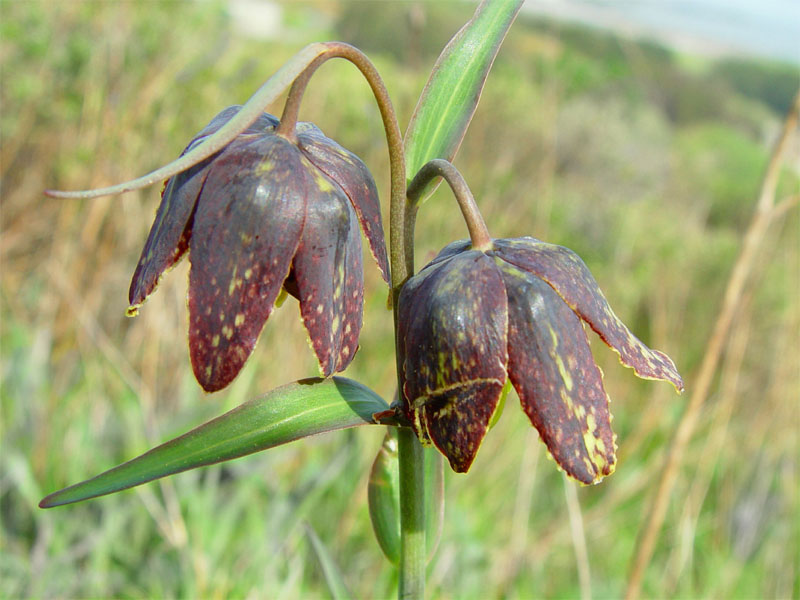
Fritillaria affinis
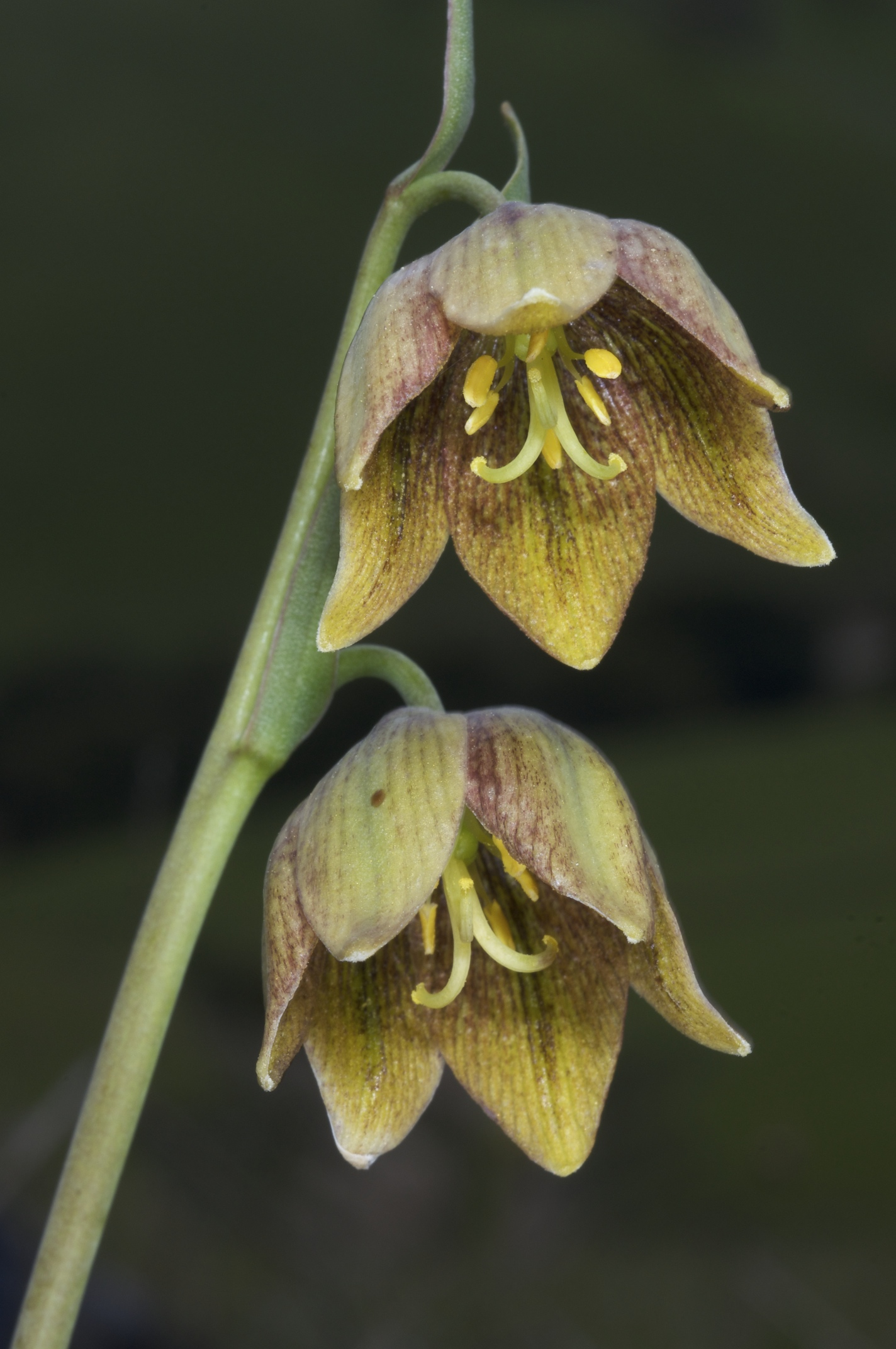
Fritillaria agrestis
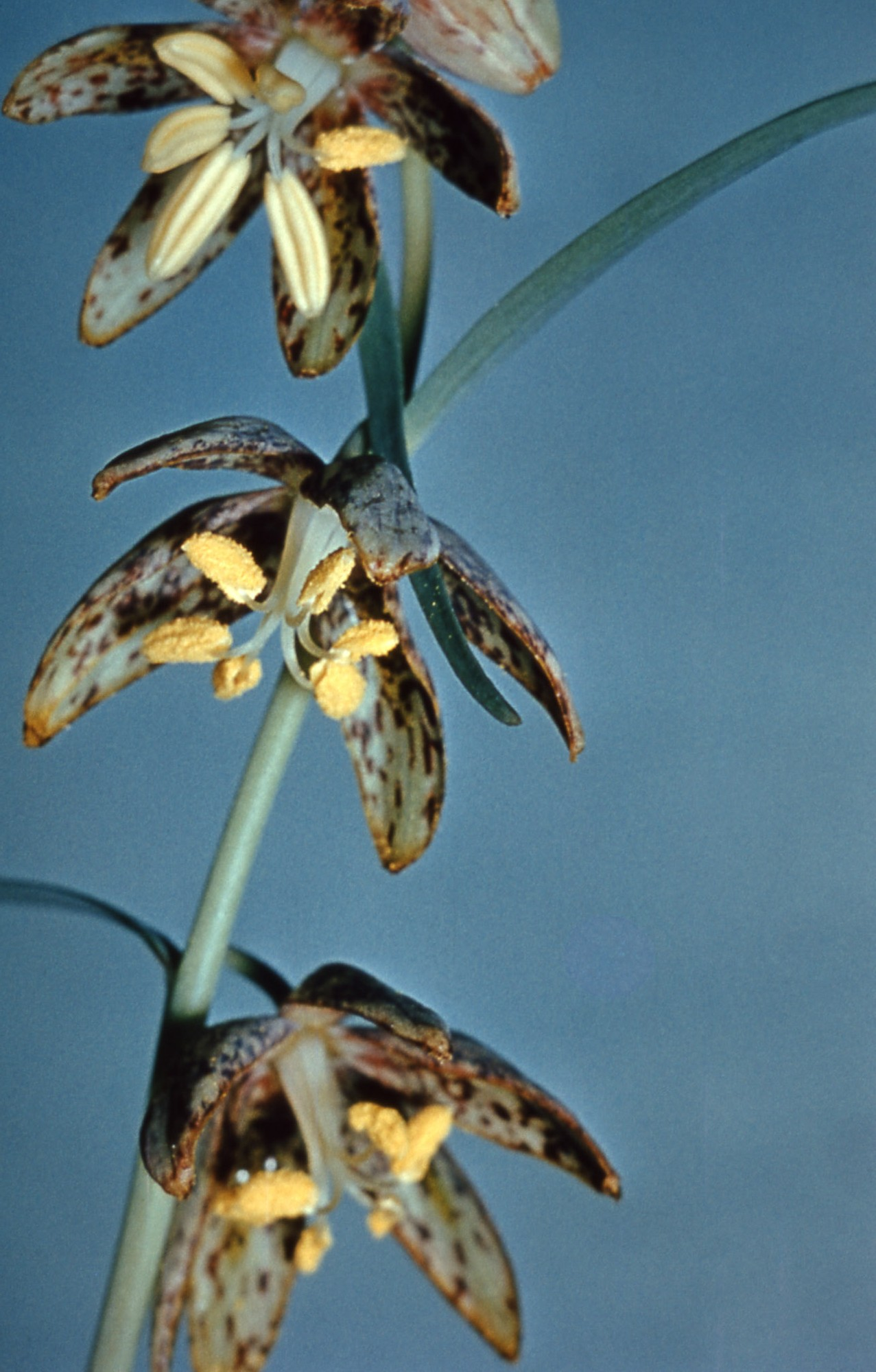
Fritillaria atropurpurea
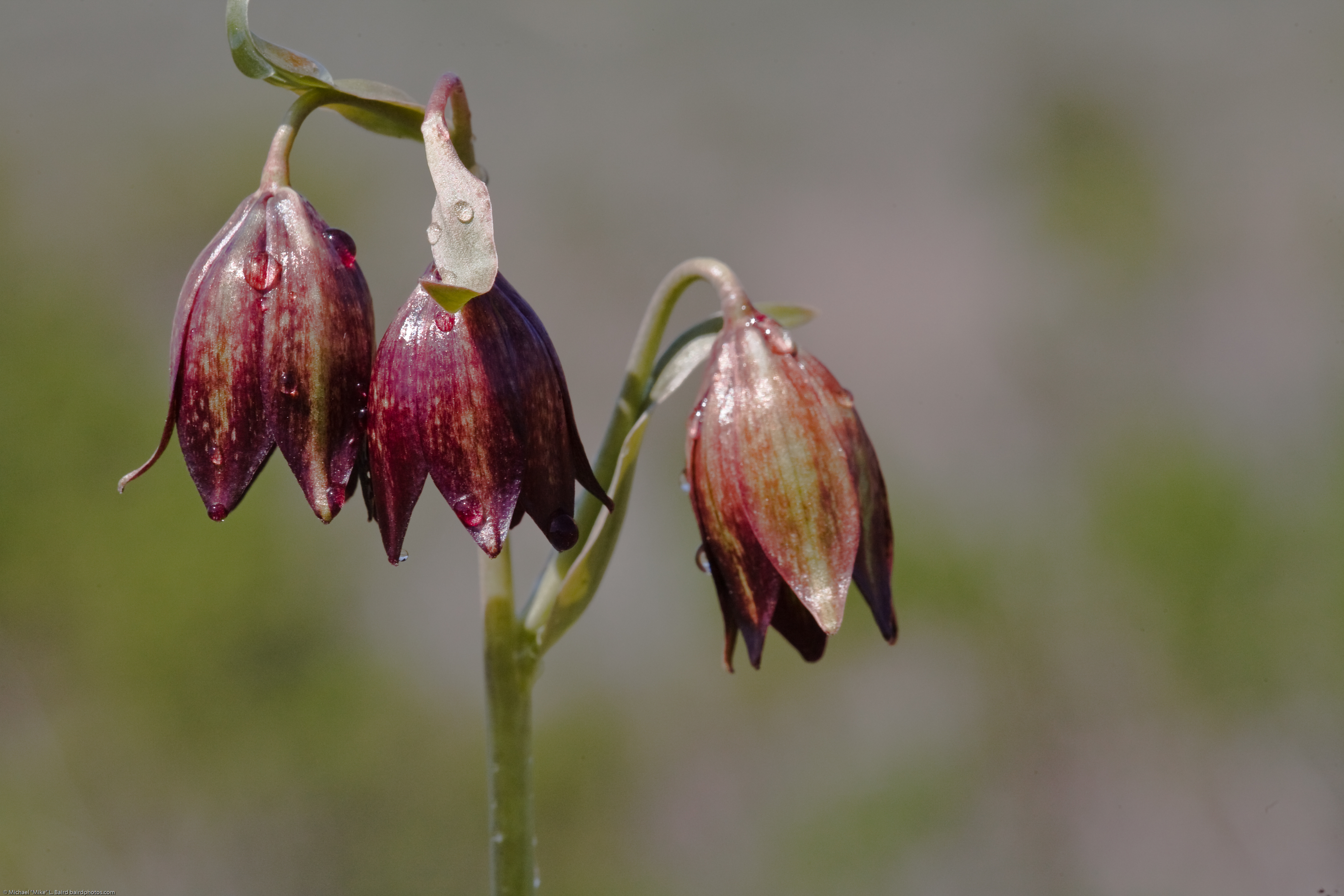
Fritillaria biflora
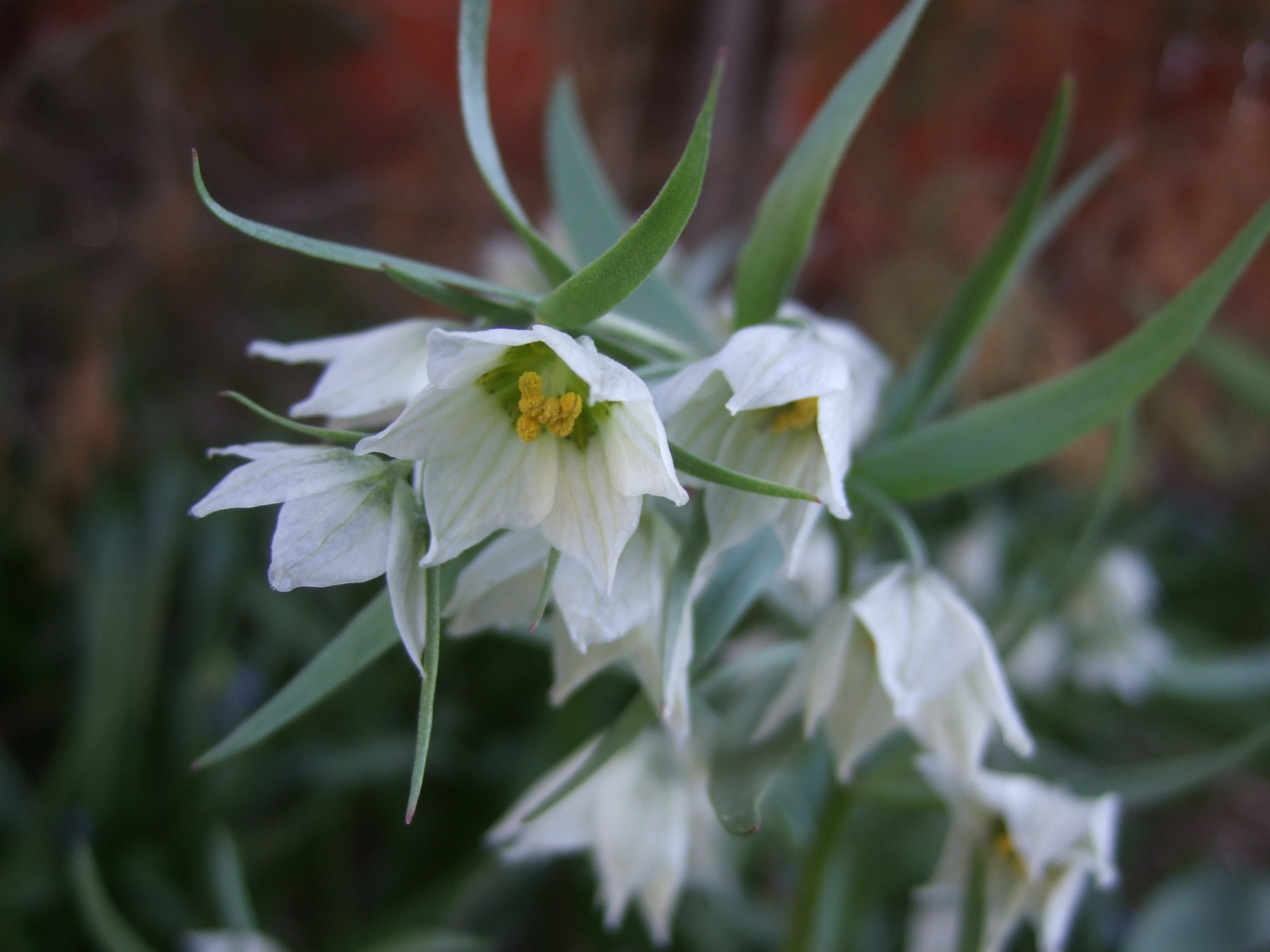
Fritillaria bucharica
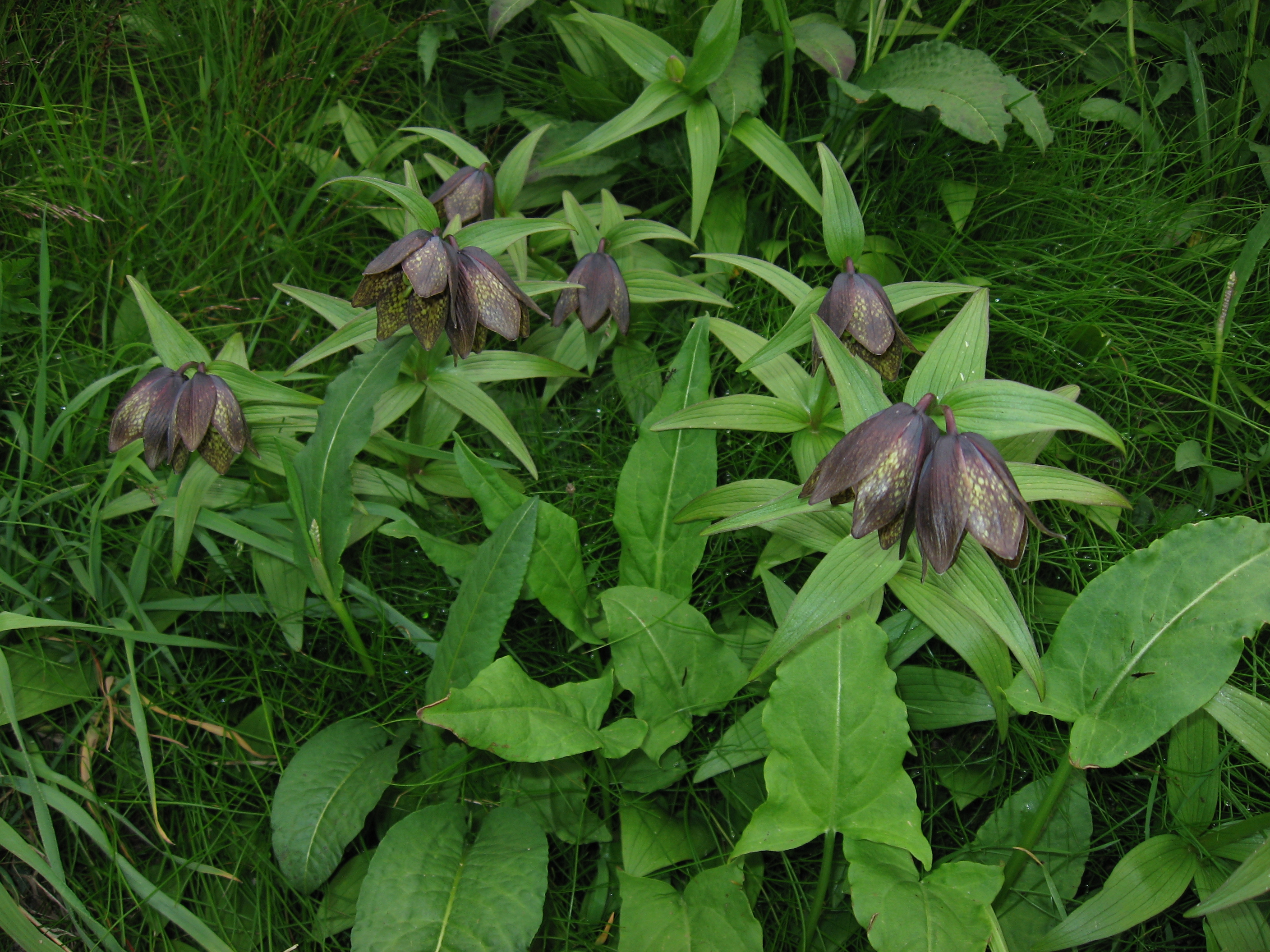
Fritillaria camschatcensis
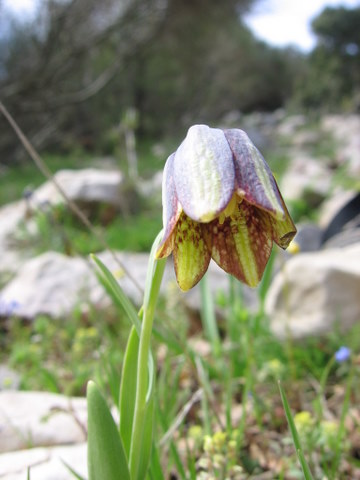
Fritillaria crassifolia
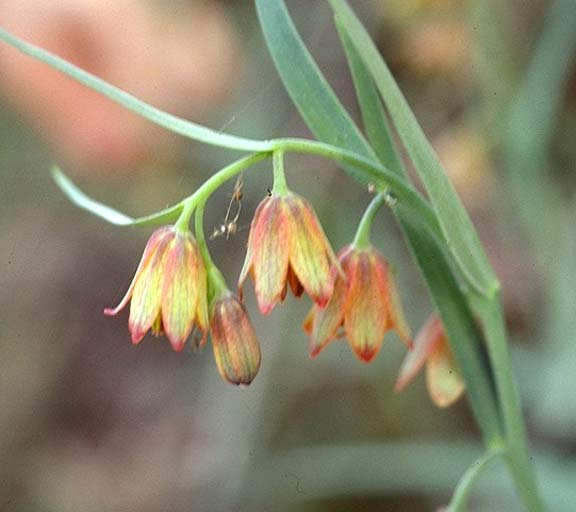
Fritillaria eastwoodiae
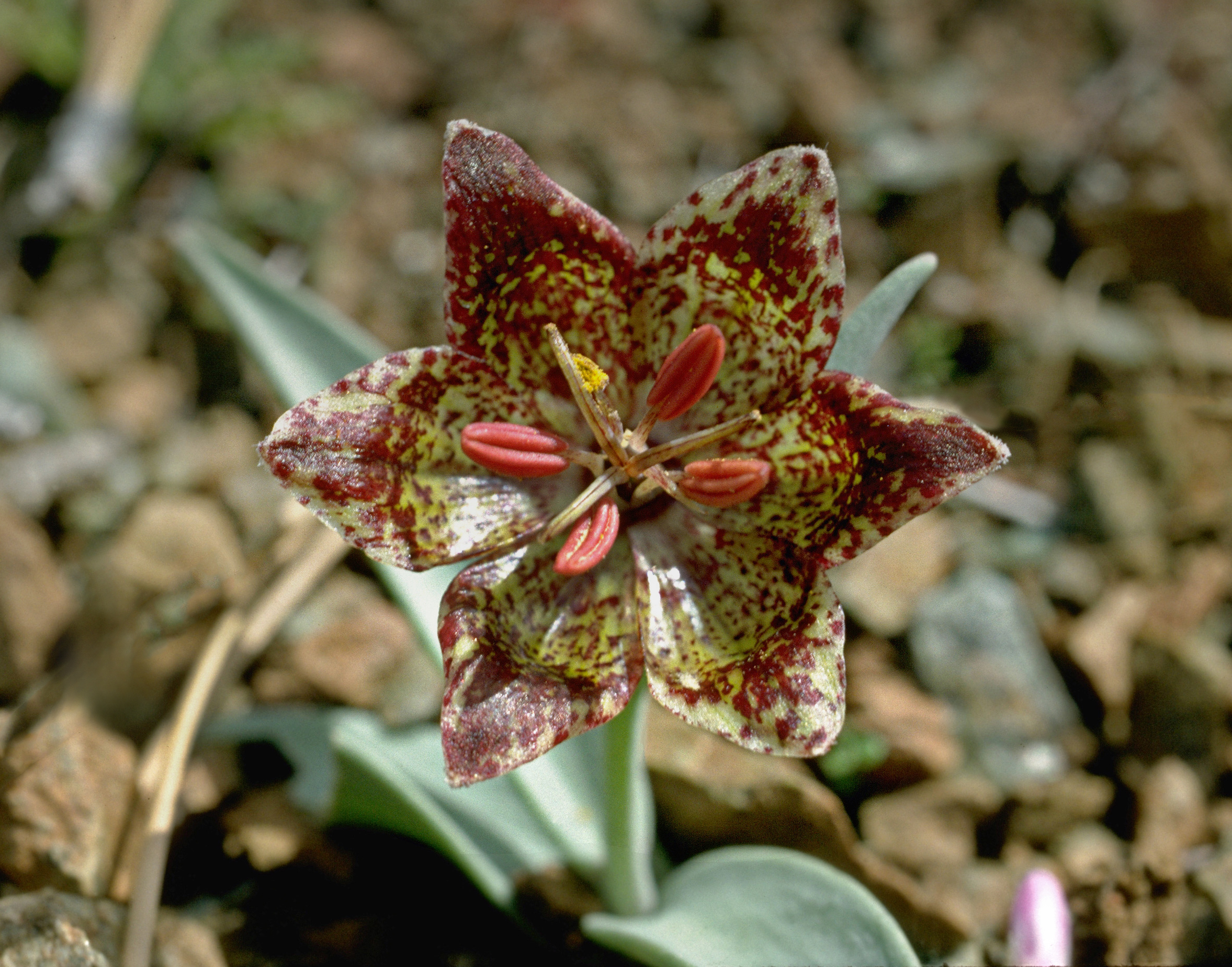
Fritillaria falcata
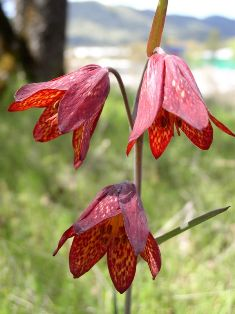
Fritillaria gentneri
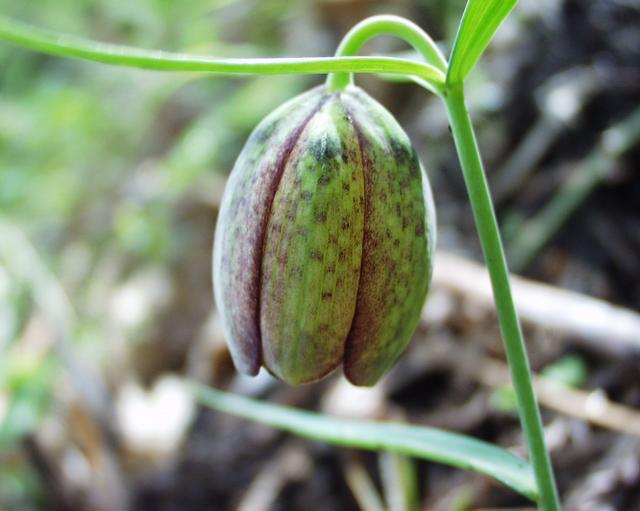
Fritillaria involucrata
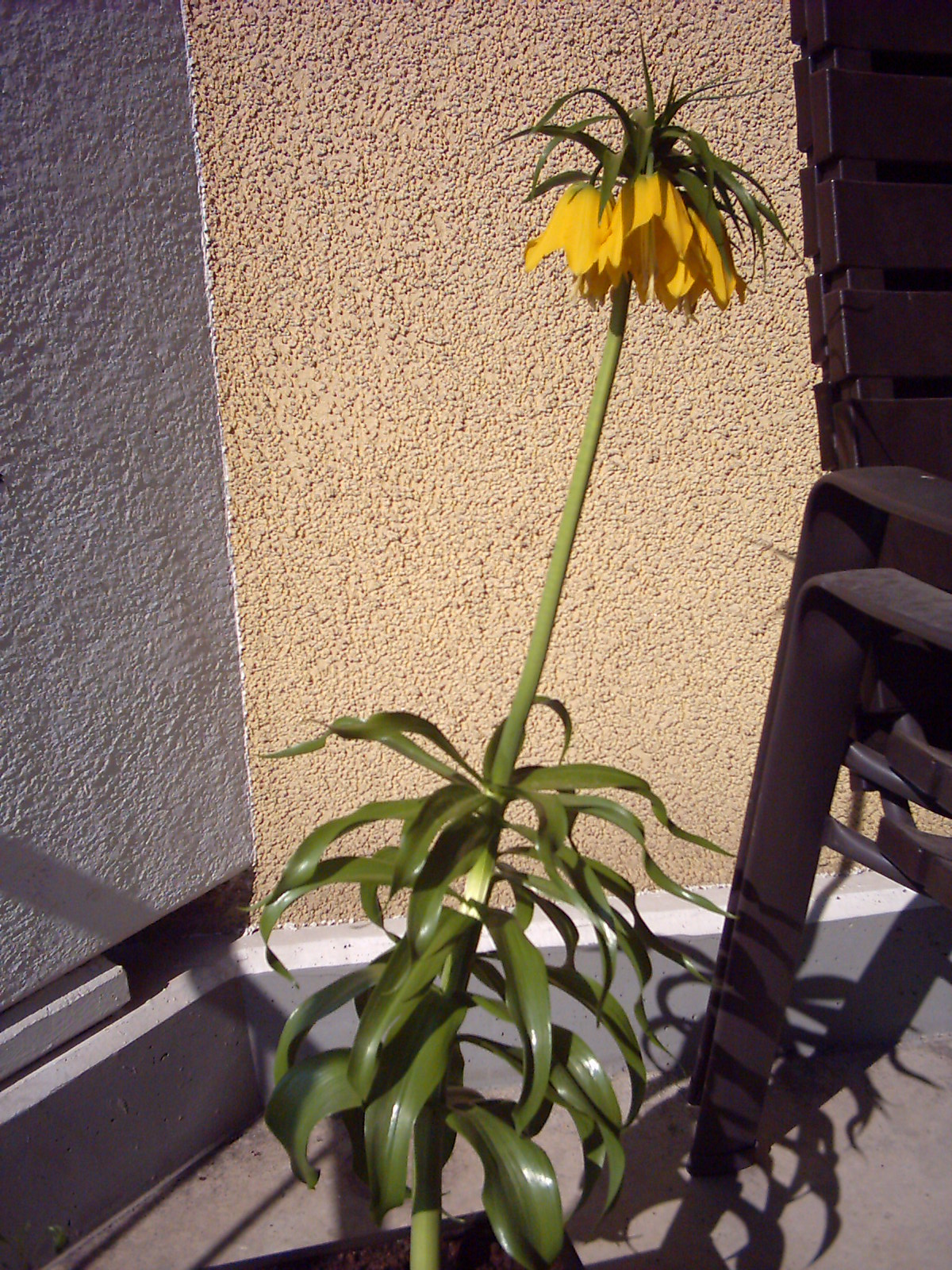
Fritillaria imperialis
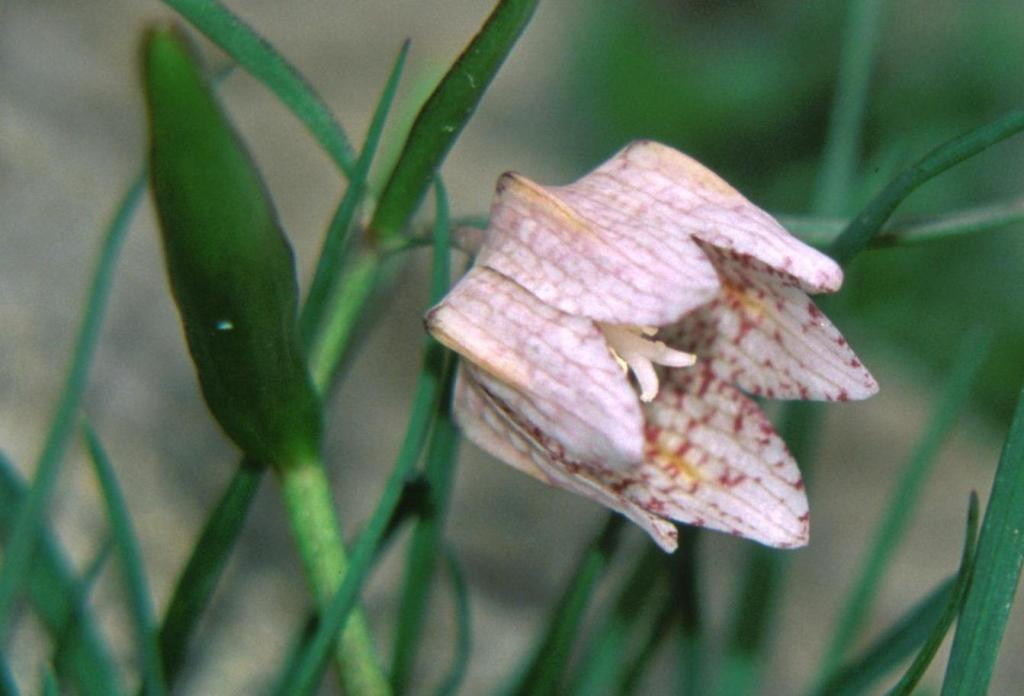
Fritillaria japonica
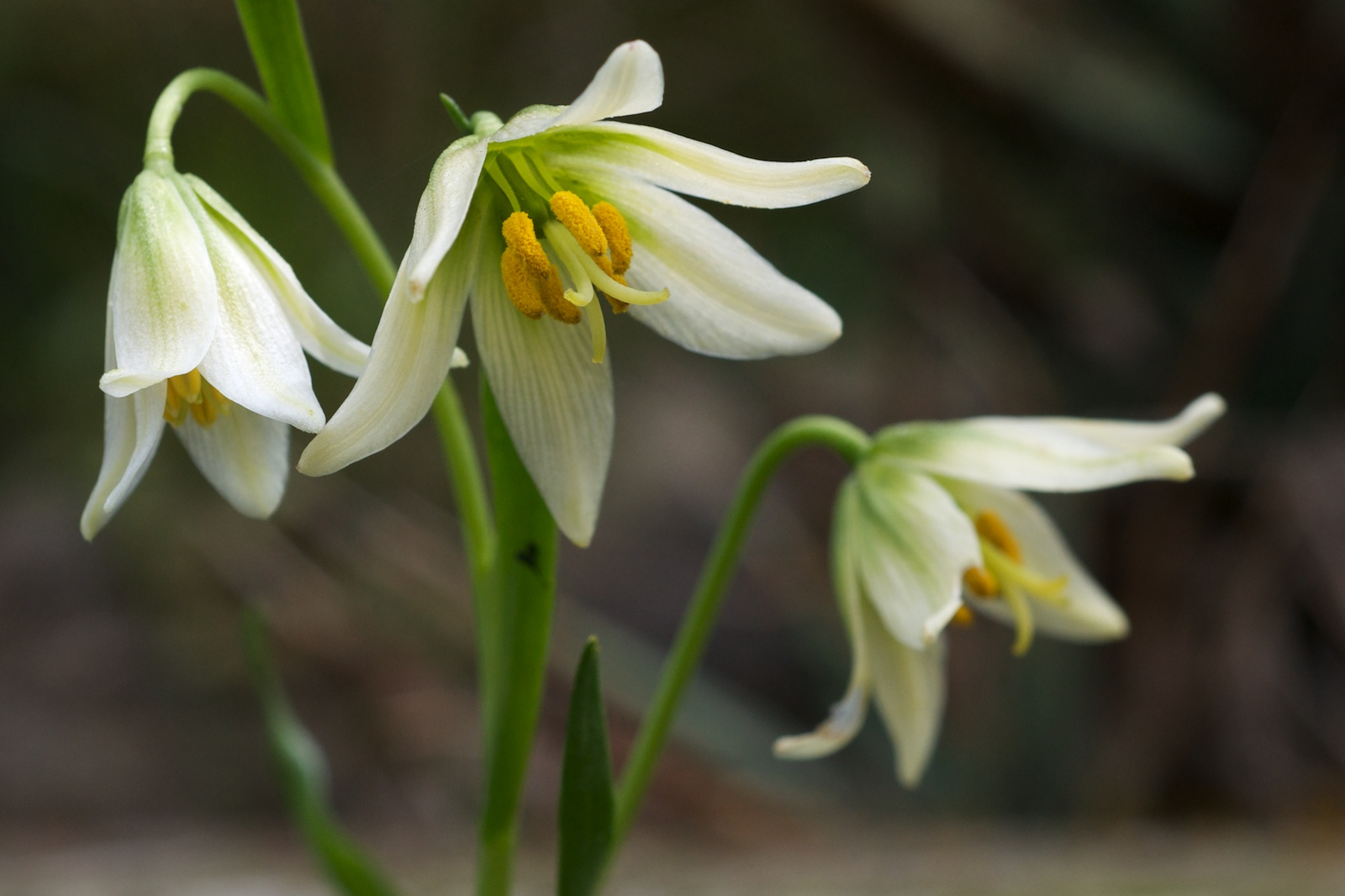
Fritillaria liliacea
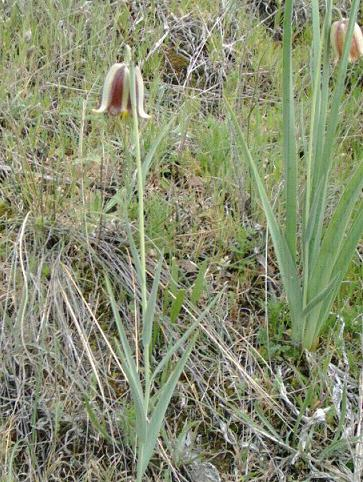
Fritillaria lusitanica
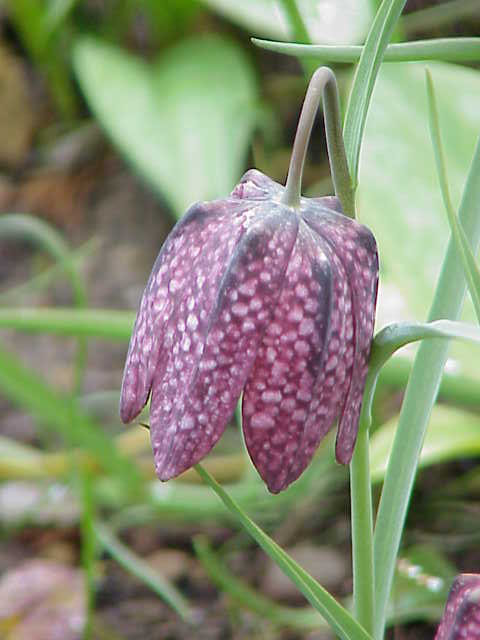
Fritillaria meleagris
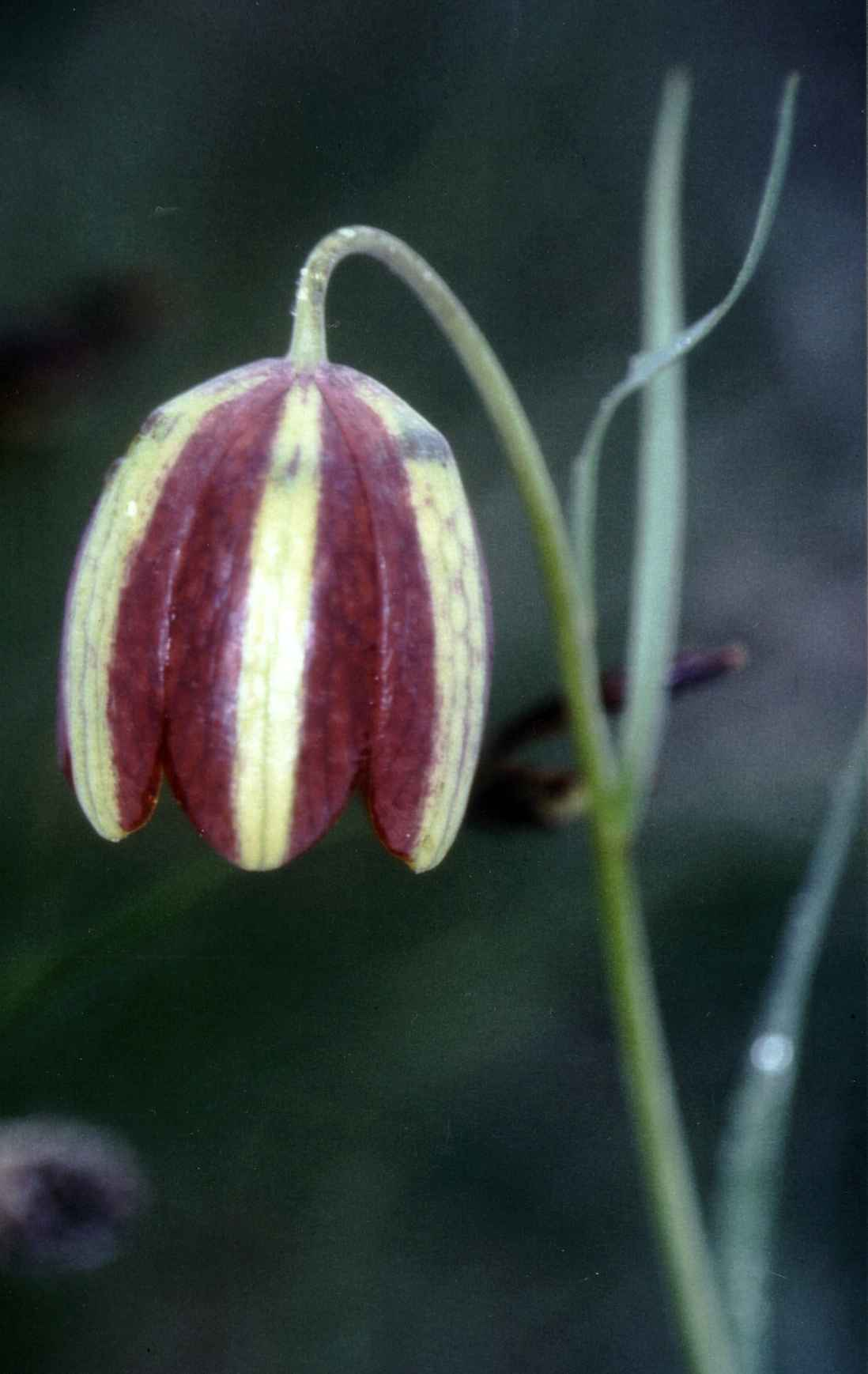
Fritillaria messanensis
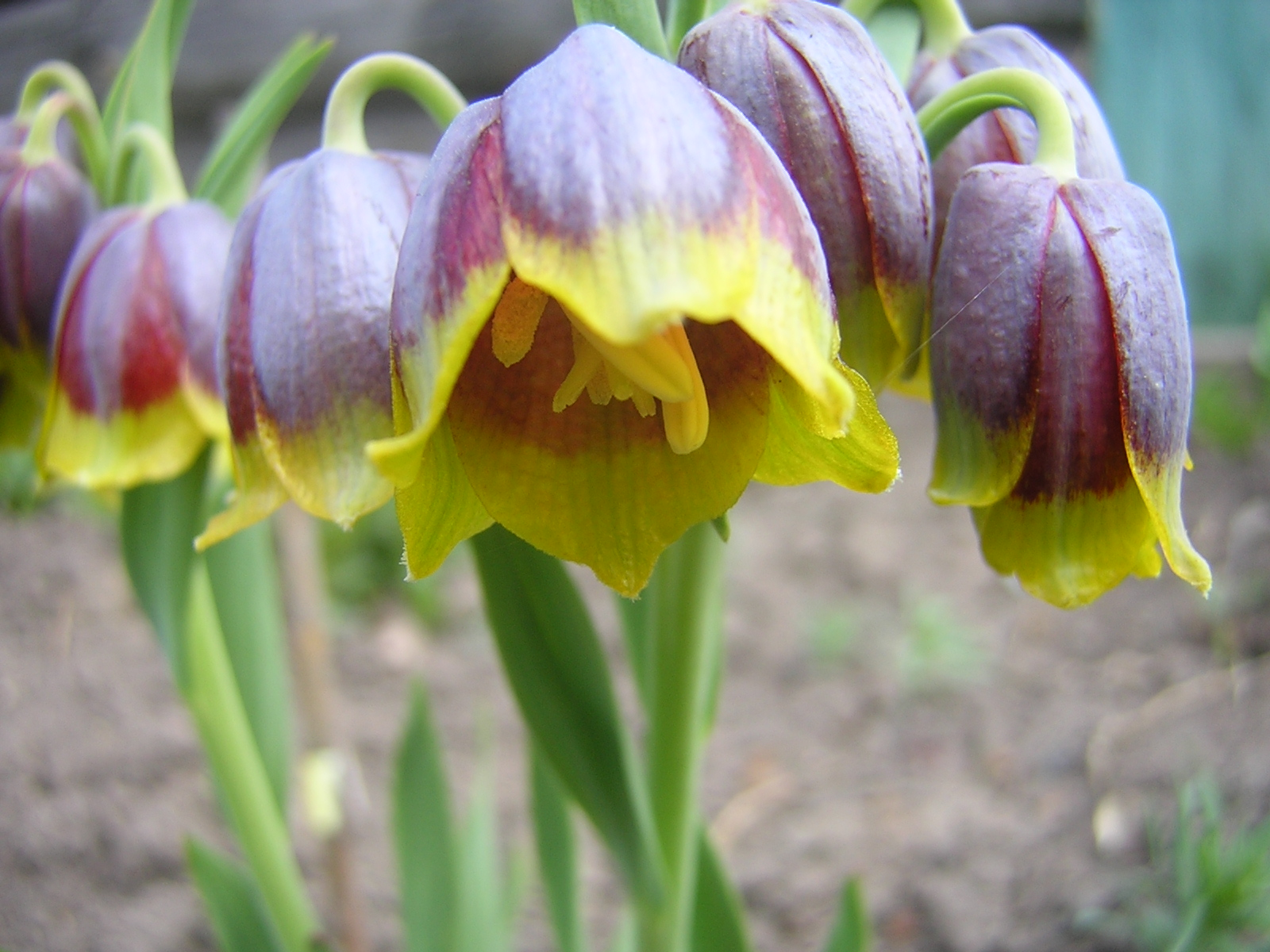
Fritillaria michailovskyi
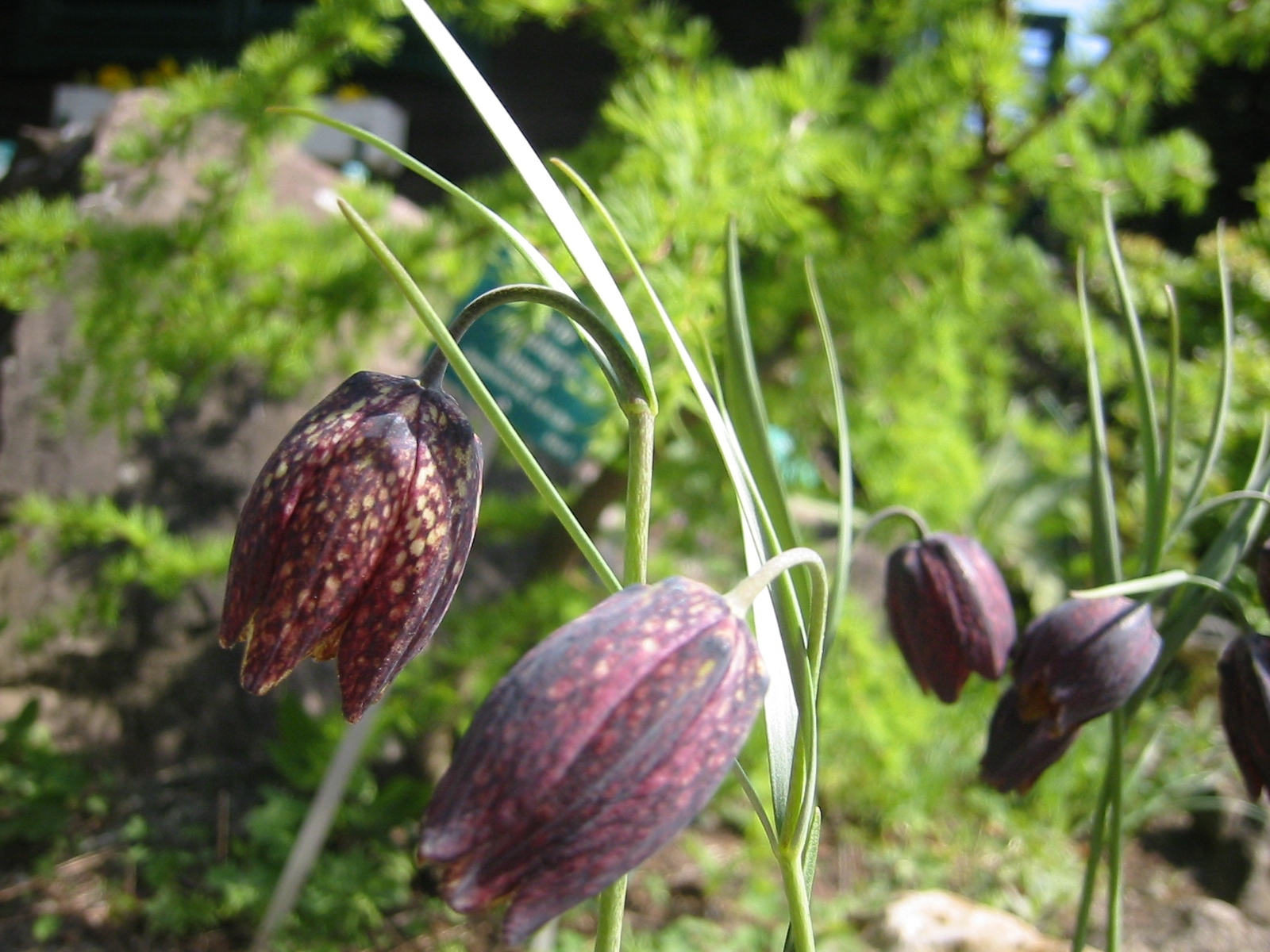
Fritillaria montana
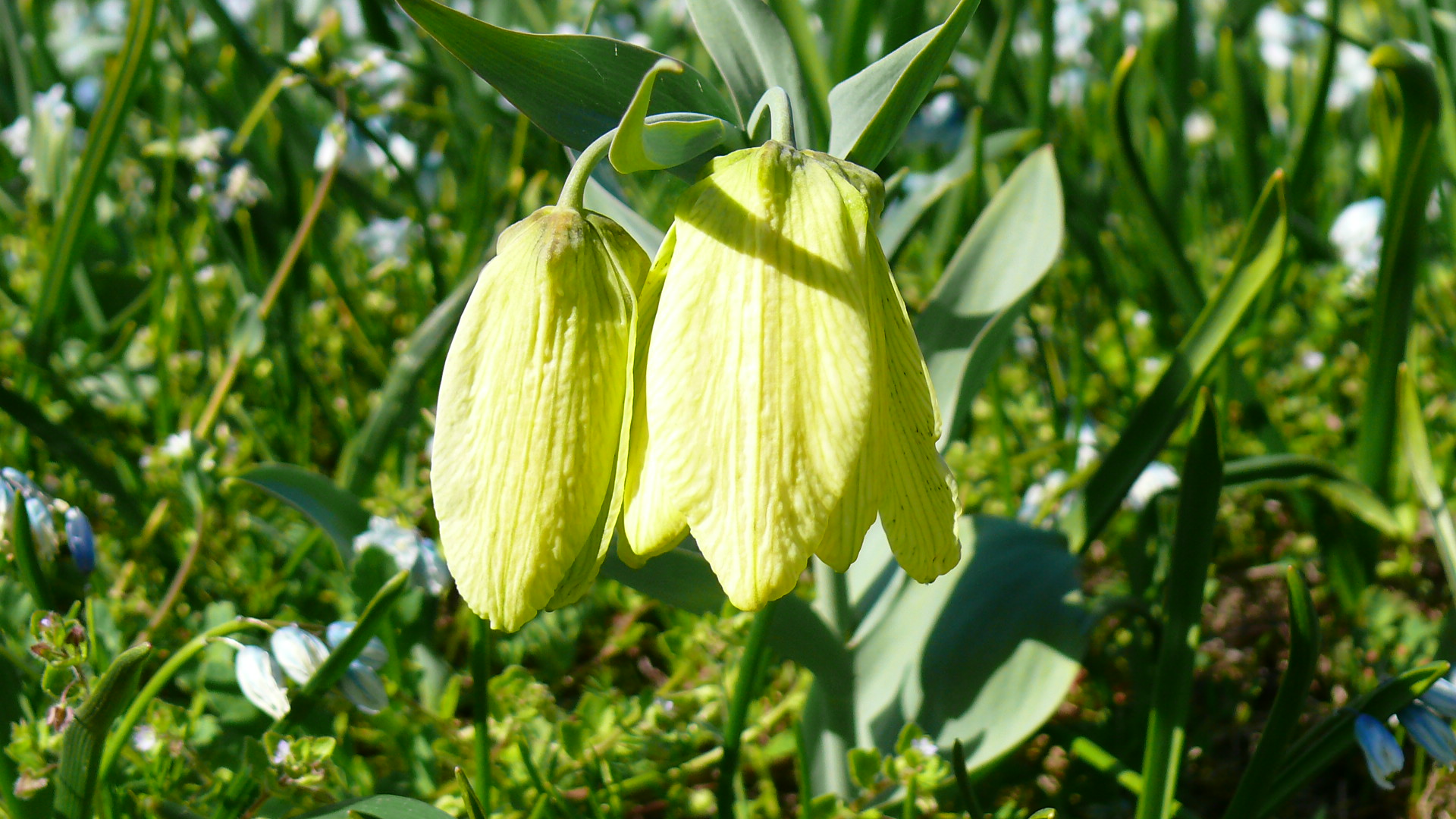
Fritillaria pallidiflora
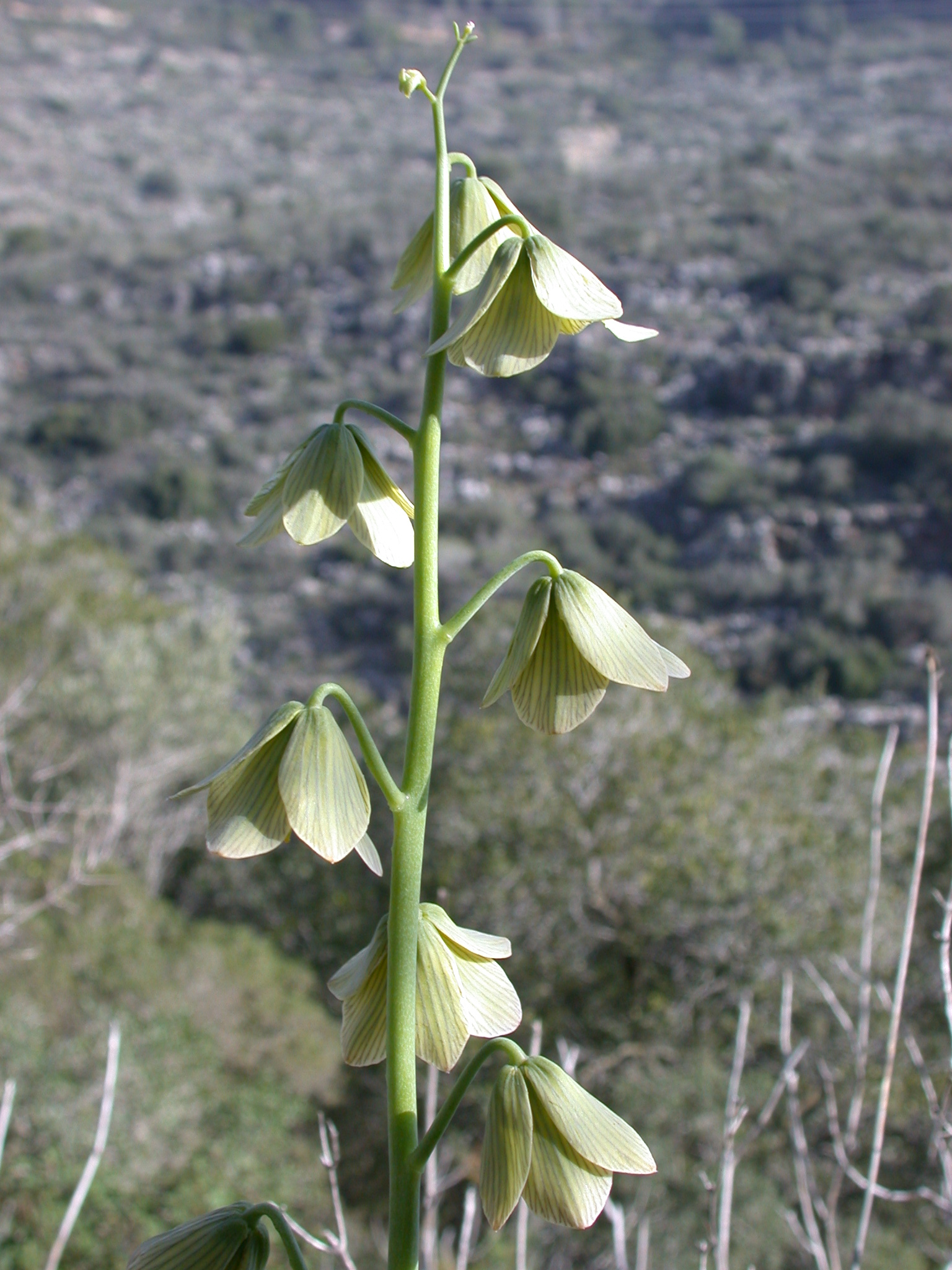
Fritillaria persica
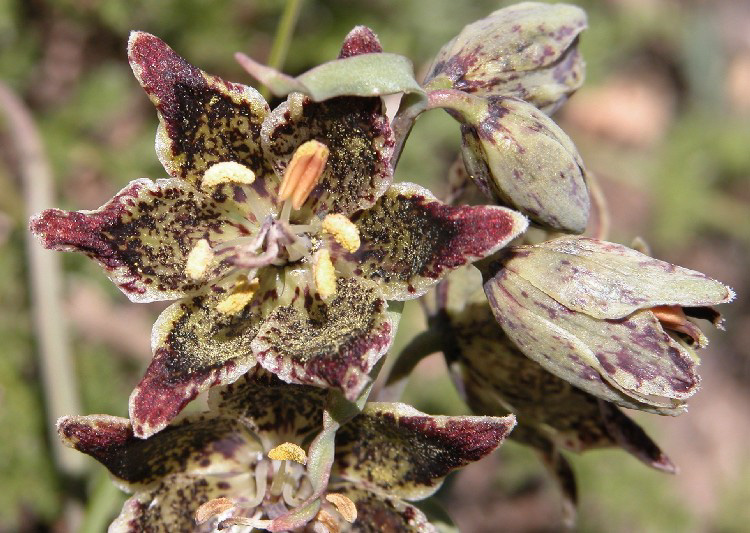
Fritillaria pinetorum
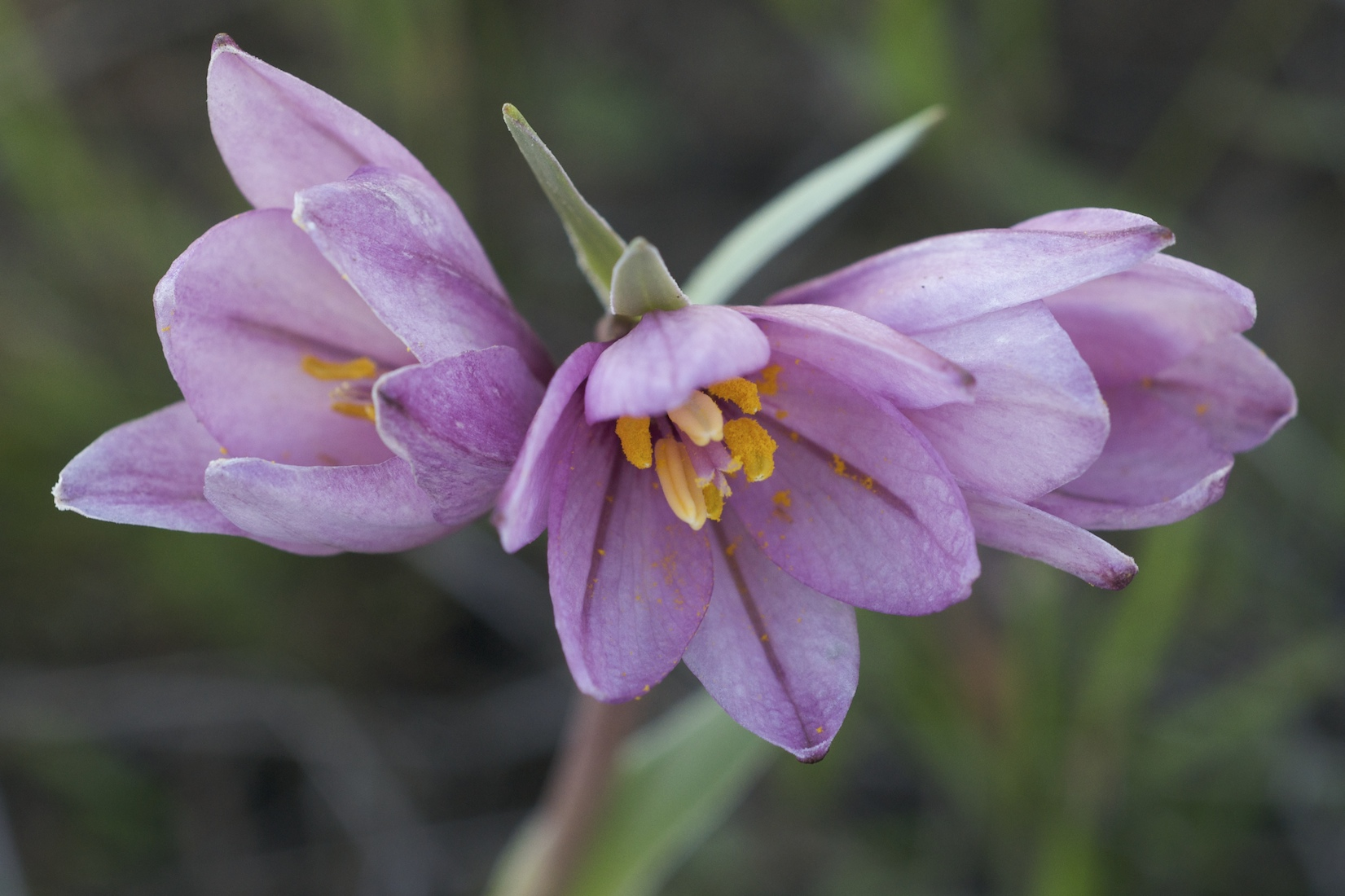
Fritillaria pluriflora
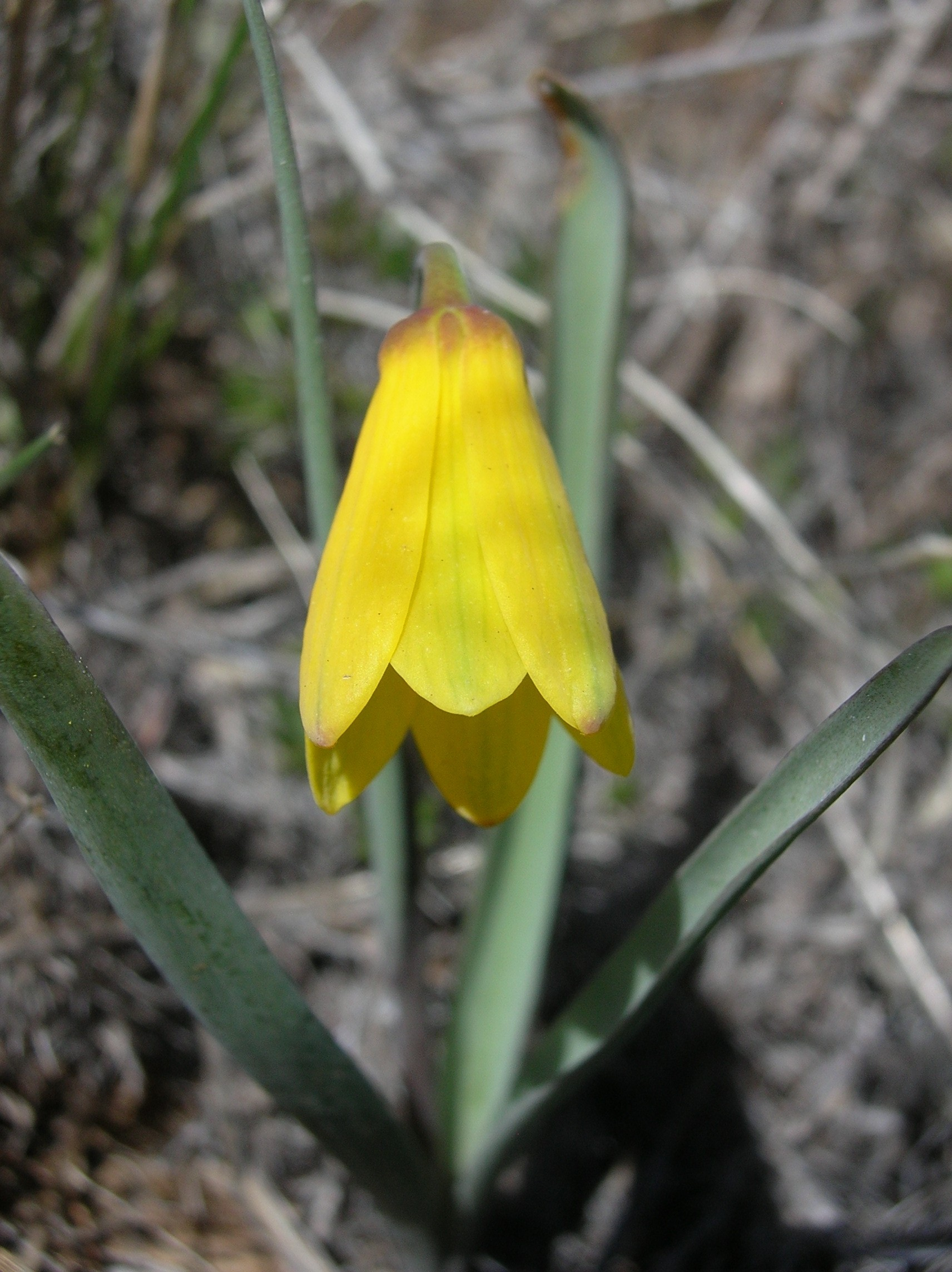
Fritillaria pudica
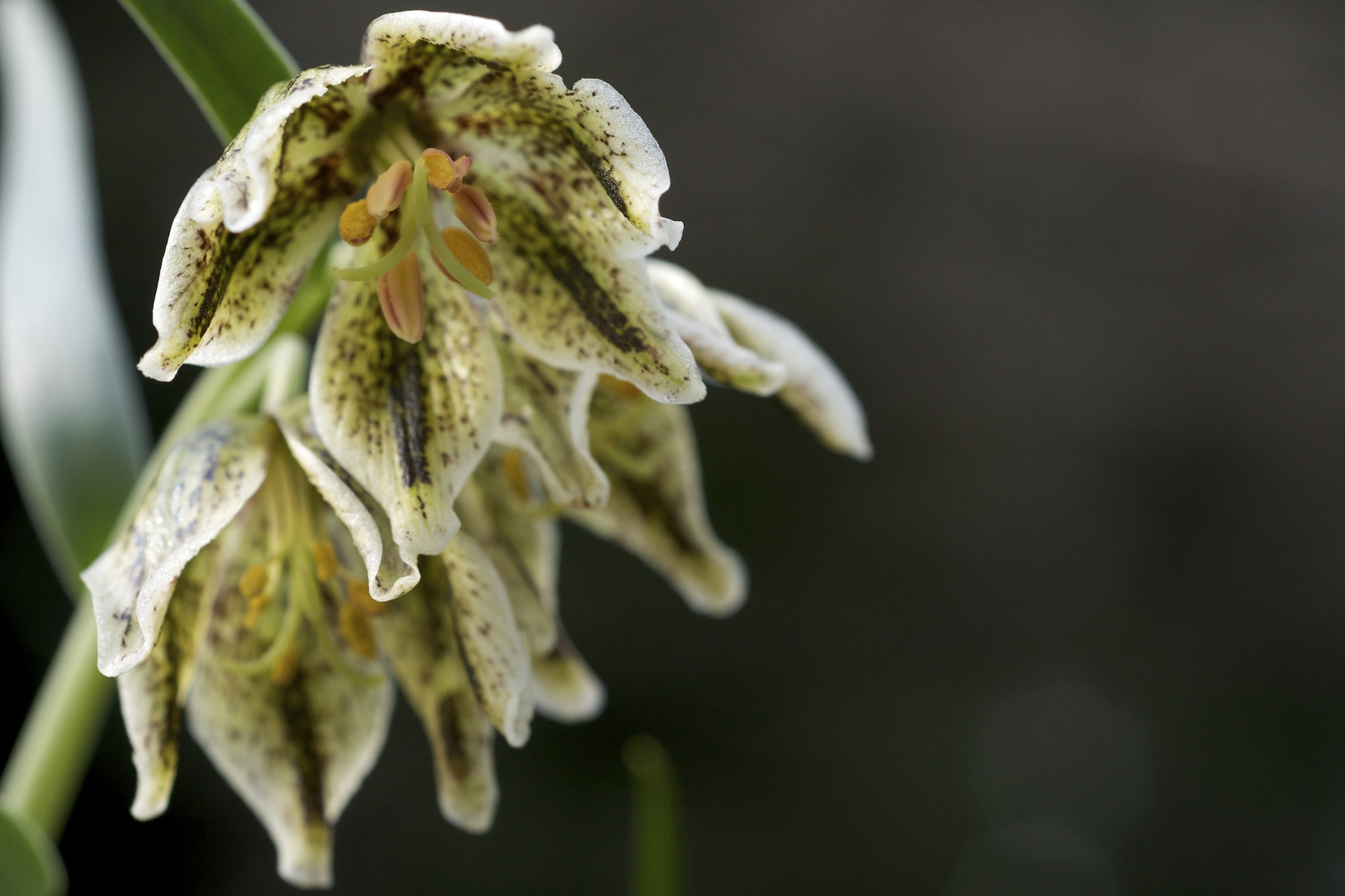
Fritillaria purdyi
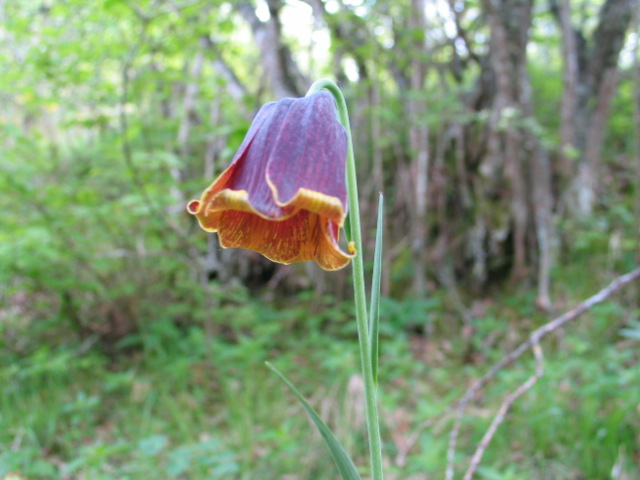
Fritillaria pyrenaica
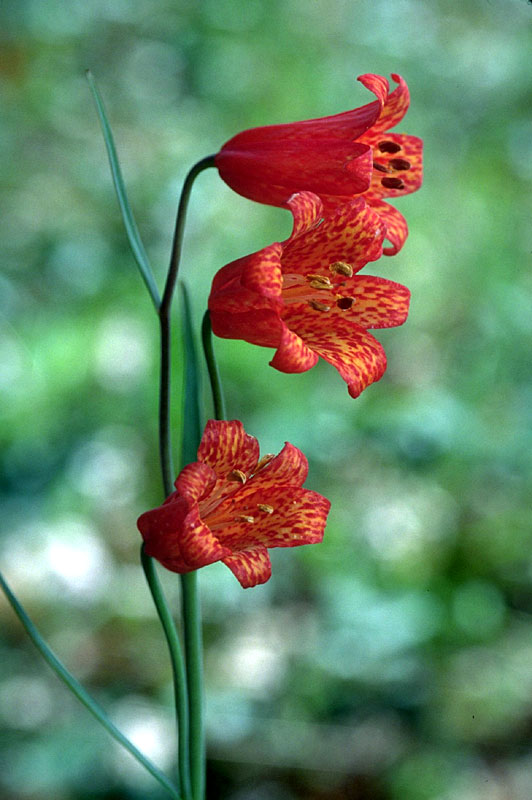
Fritillaria recurva
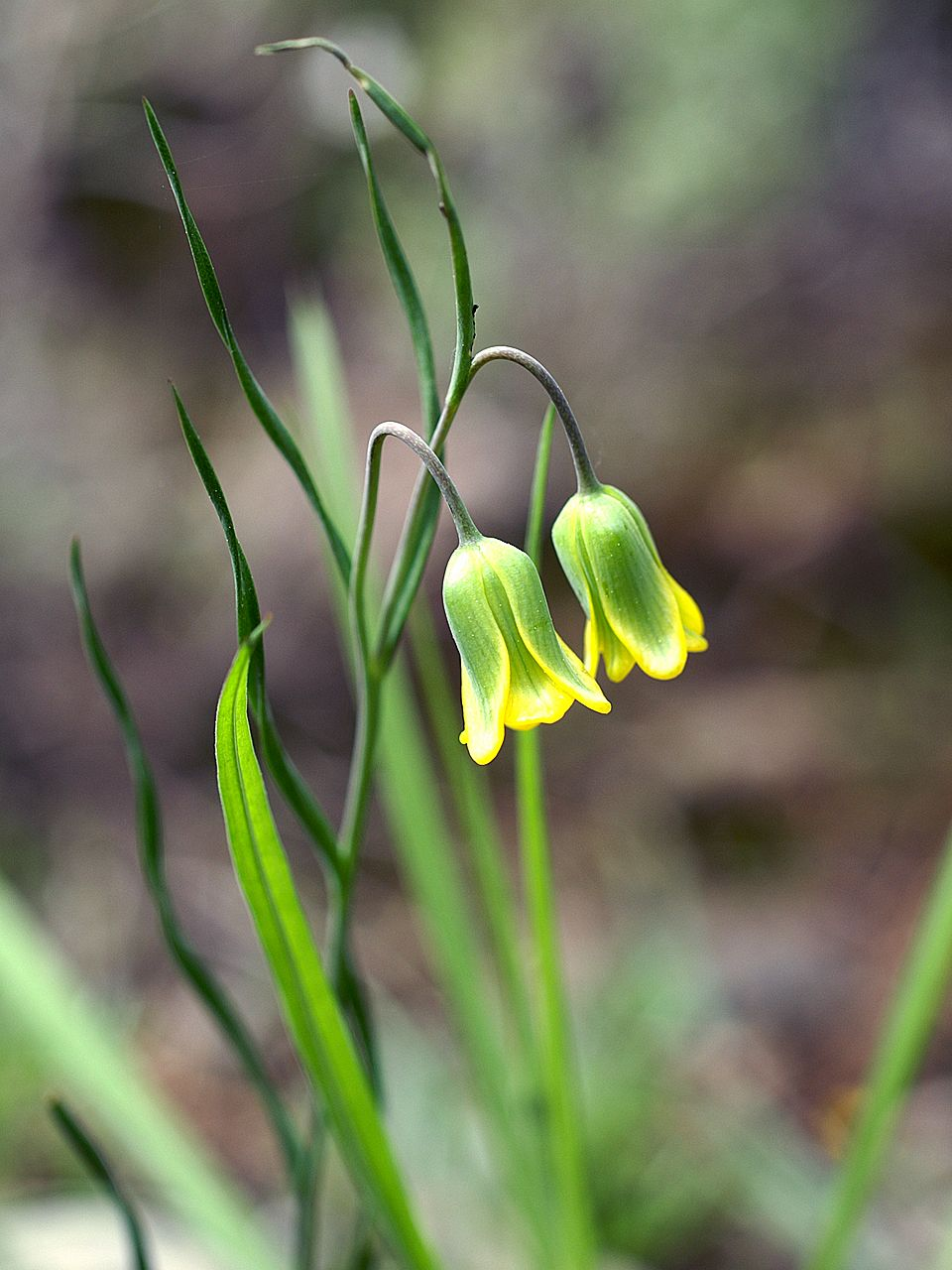
Fritillaria rhodia
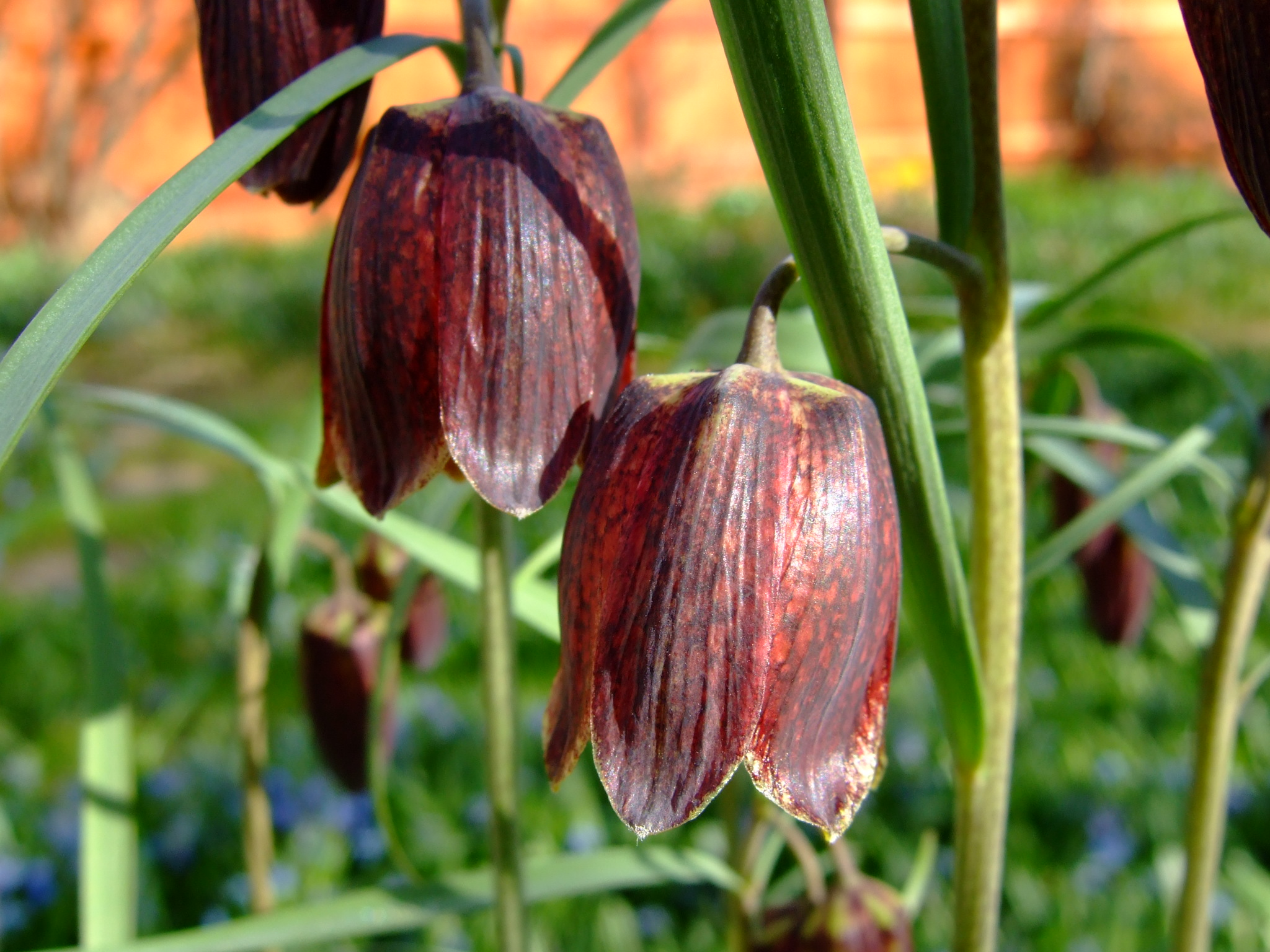
Fritillaria ruthenica
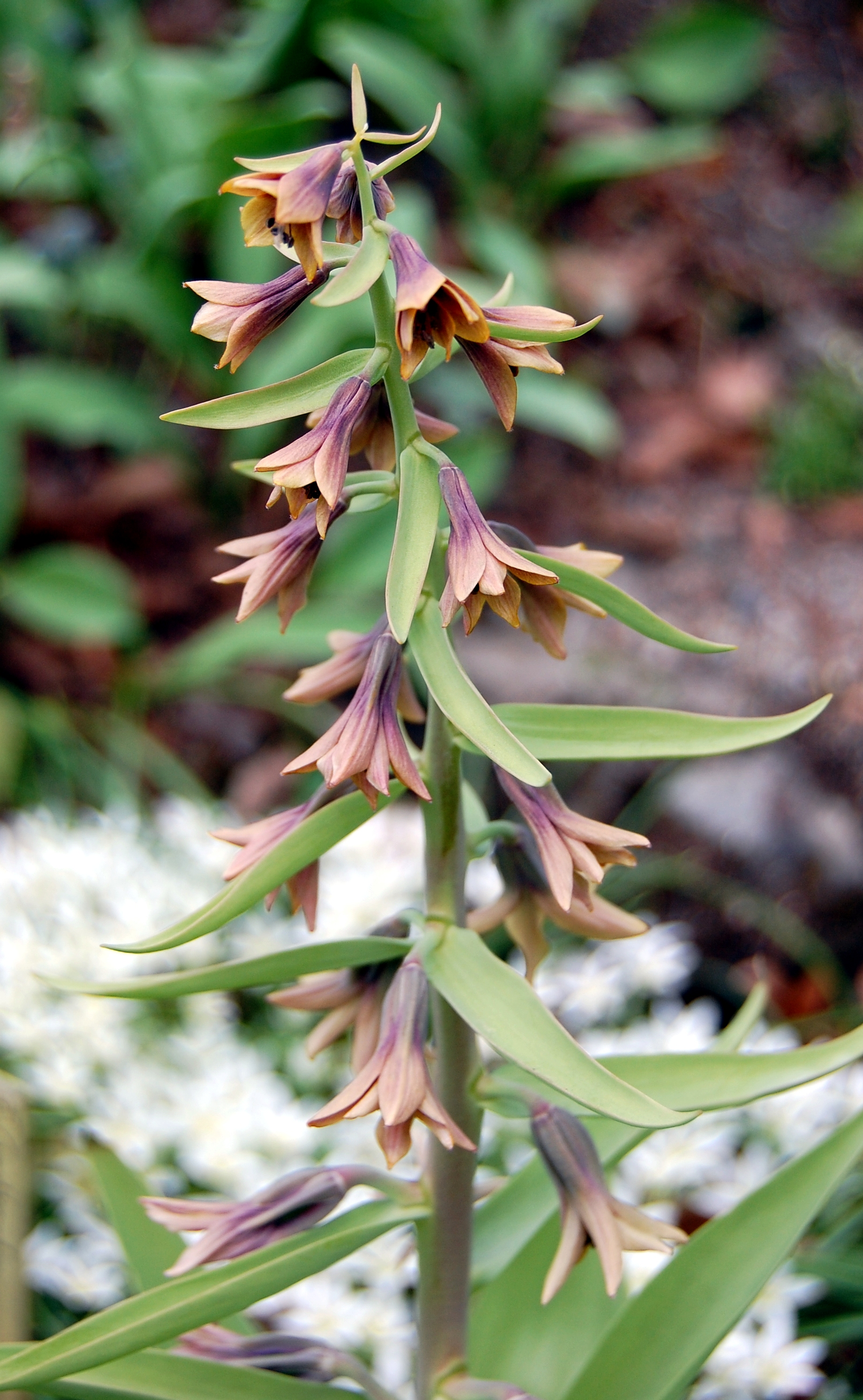
Fritillaria sewerzowii
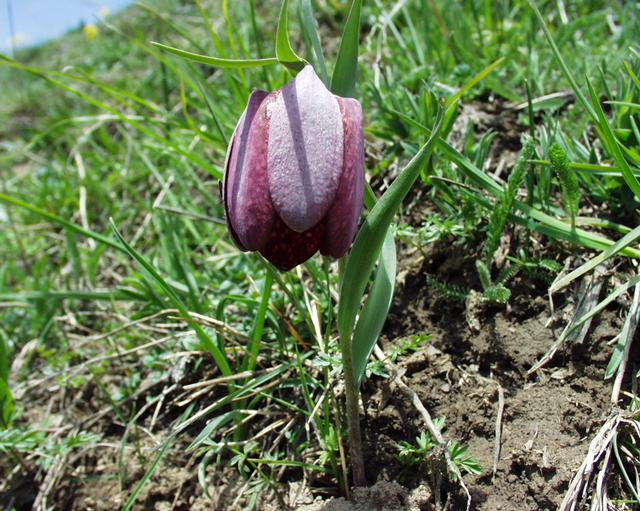
Fritillaria tubiformis
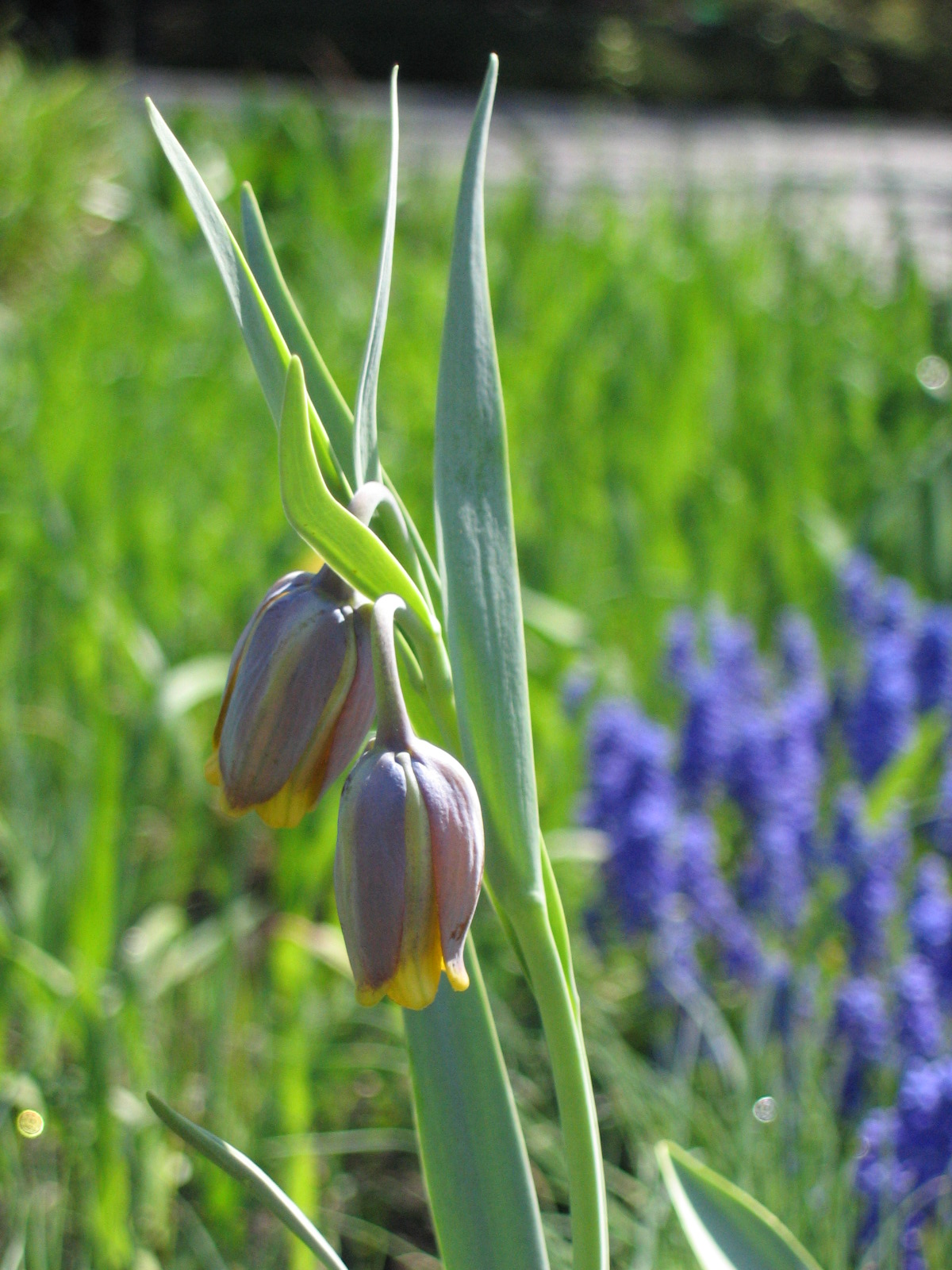
Fritillaria uva-vulpis
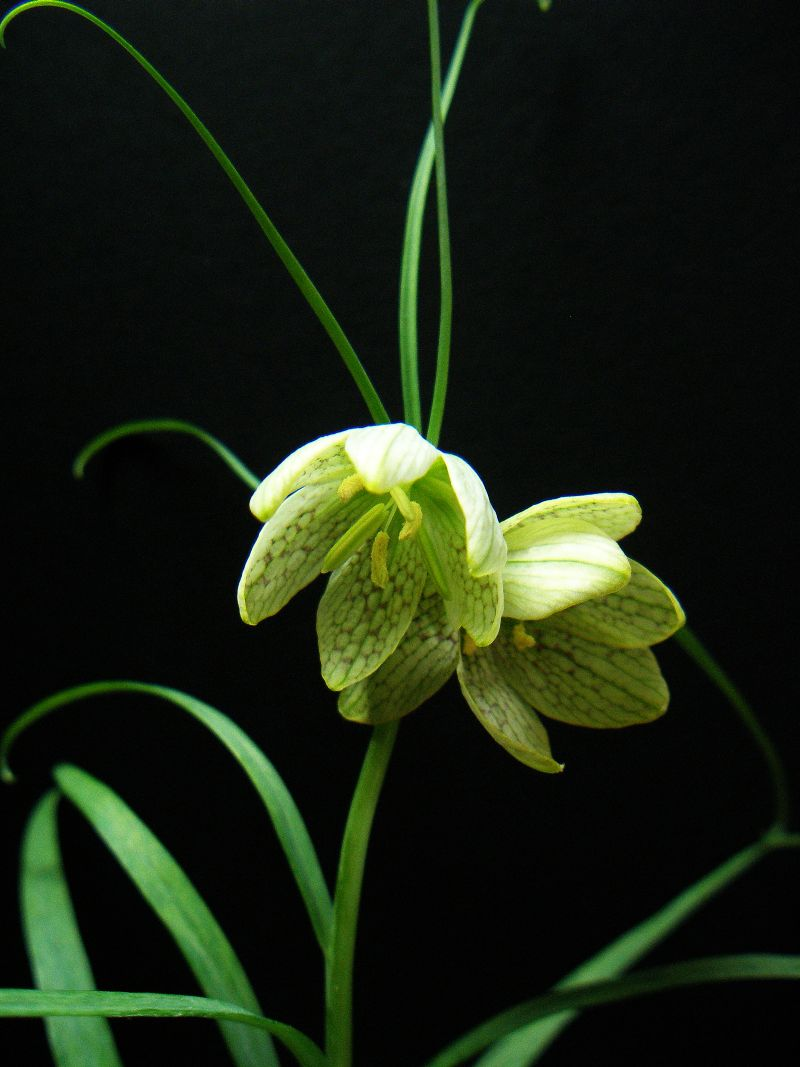
Fritillaria verticillata

## Nazewnictwo
Toponimia nazwy naukowejNazwa naukowa rodzaju pochodzi od łacińskiego słowa fritillus, oznaczającego pudełko do gry w kości, odnosząc się do kształtu kwiatów tych roślin.
Nazwy zwyczajowe w języku polskimW roku 1852 Ignacy Rafał Czerwiakowski w pracy Opisanie roślin jednolistniowych lekarskich i przemysłowych użył dla określenia rodzaju Petilium nazwy "korona". Czerwiakowski podał też polską nazwę gatunku Petilium imperiale (= Fritillaria imperialis) używając nazwy "korona cesarska". W roku 1894 Erazm Majewski w Słowniku nazwisk zoologicznych i botanicznych polskich... podał kilka polskich nazw rodzaju Fritillaria: fritilarja, iskroń, korona cesarska, szachownica. Jako polskie nazwy gatunku Fritillaria imperialis Majewski podał: korona cesarska, korona kostkowata, korona szachowa, korona żółta i kroniec pospolity, a gatunku Fritillaria meleagris: korona szachownica i szachownica. W krytycznym dla publikacji Majewskiego Słowniku polskich imion rodzajów oraz wyższych skupień roślin Józefa Rostafińskiego z roku 1900 wymienione zostały następujące polskie nazwy rodzaju: korona, szachownica, korona szachowa, fritilarya, korona cesarska i iskroń. W Słowniku roślin użytkowych Zbigniewa Podbielkowskiego z 1989 roku rodzaj opisany jest pod nazwą szachownica. W wydanym w 2008 Słowniku roślin zielnych łacińsko-polskim Wiesław Gawryś podał polskie nazwy ponad 50 gatunków szachownicy.

## Zagrożenie
Czerwona księga gatunków zagrożonych IUCN 2011.1Trzy gatunki szachownicy zostały uwzględnione w Czerwonej księdze gatunków zagrożonych IUCN w wersji 2011.1: Fritillaria conica i F. epirotica ze statusem EN (zagrożony) oraz F. drenovskii ze statusem VU (narażony).
Fritillaria conica jest endemitem Półwyspu Peloponeskiego. Znana jest z czterech miejsc, a szacunkowa liczba wszystkich osobników wynosi poniżej 1200. Największa subpopulacja tego gatunku zasiedla miejsce wypasu dzikich kóz z podgatunku Capra aegagrus cretica i owiec (muflonów), podlegając wytępieniu. Jedna niewielka subpopulacja występuje na obszarze chronionym Natura 2000.
Frittilaria epirotica jest endemitem Grecji. Całkowita liczba dorosłych osobników tego gatunku nie przekracza 1000. Nieliczne subpopulacje są rozproszone na obszarze 1000 km². Głównym zagrożeniem dla tego gatunku jest nadmierny wypas zwierząt.
Fritillaria drenovskii jest endemiczna dla Bułgarii, gdzie nielicznie występuje na dwóch stanowiskach w pobliżu granicy greckiej, i dla Grecji, gdzie występuje w północno-wschodniej części kraju na pojedynczych stanowiskach. Wzrost intensywności i częstotliwości wypasu prowadzi do spadku liczebności tego gatunku.
Inne czerwone listy gatunków zagrożonychSzachownica kostkowata i szachownica wschodnia, objęte Konwencją berneńską o ochronie gatunków dzikiej flory i fauny europejskiej, ujęte zostały w Karpackiej Czerwonej Liście Gatunków. Szachownica kostkowata w czeskich Karpatach uznana została za wymarłą, w słowackich za krytycznie zagrożoną, w węgierskich za zagrożoną wyginięciem, a w części rumuńskiej i ukraińskiej za narażoną na wyginięcie. Jedynie w polskiej części Karpat gatunek ten nie został uznany za zagrożony. Mimo to szachownica kostkowata podlega w Polsce ścisłej ochronie gatunkowej. Szachownica wschodnia w Rumunii uznana została za gatunek narażony na wyginięcie.
Szachownica ostropłatkowa i szachownica perska uwzględnione zostały w Czerwonej Księdze Flory Cypru, a Fritillaria muraiana na Czerwonej Liście Zagrożonych Roślin Naczyniowych Japonii.
Występująca w Stanach Zjednoczonych Fritillaria gentneri podlega federalnej ochronie gatunkowej na podstawie U.S. Endangered Species Act. Z uwagi na szybki spadek liczności populacji, przede wszystkich powodowany pożarami i niszczeniem roślin przez ludzi, uznana została za gatunek zagrożony wyginięciem. Obecnie znanych jest 28 stanowisk tej rośliny w Oregonie i dwa w Kalifornii.

## Zastosowania

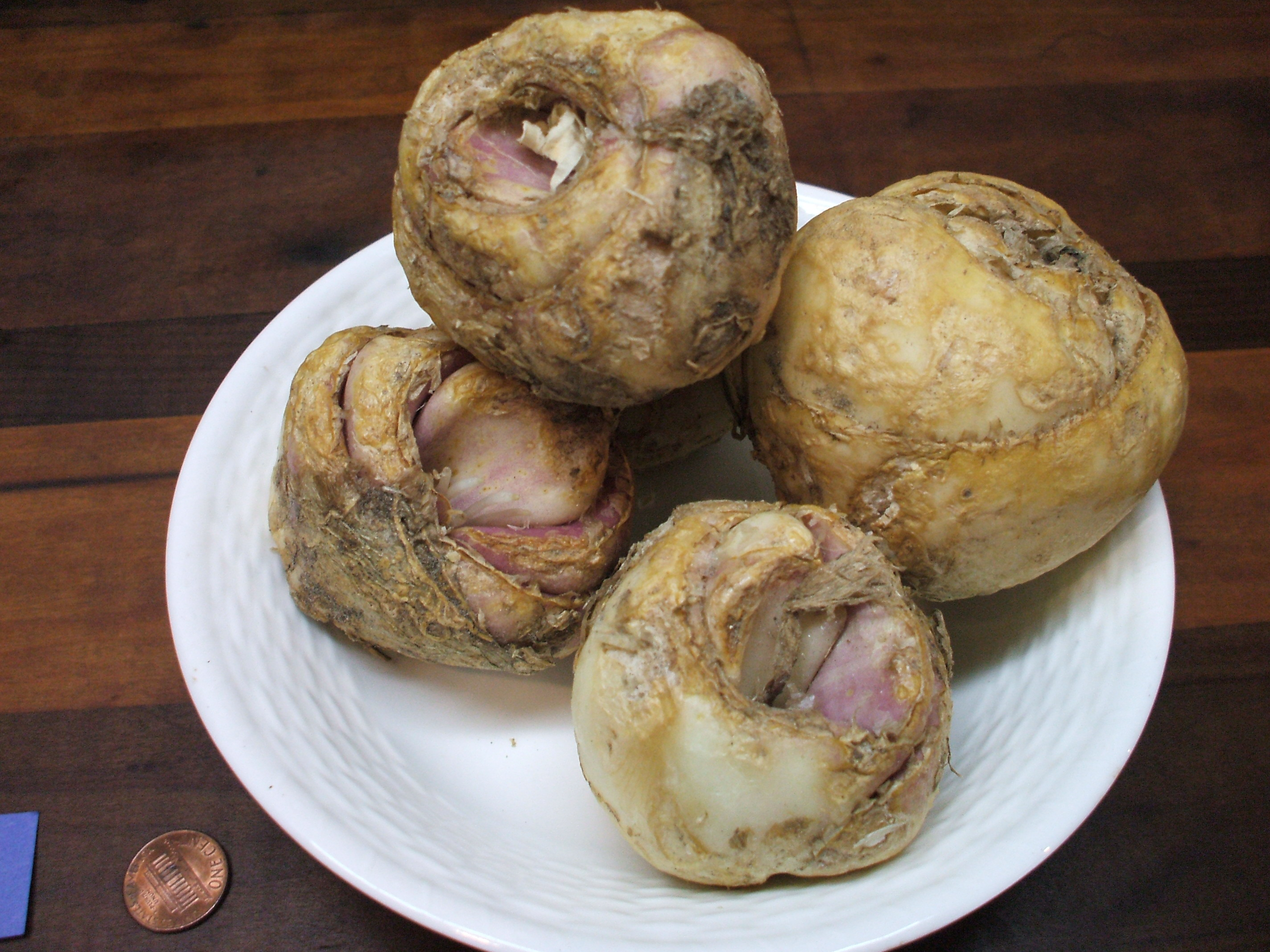
Cebule szachownicy cesarskiej

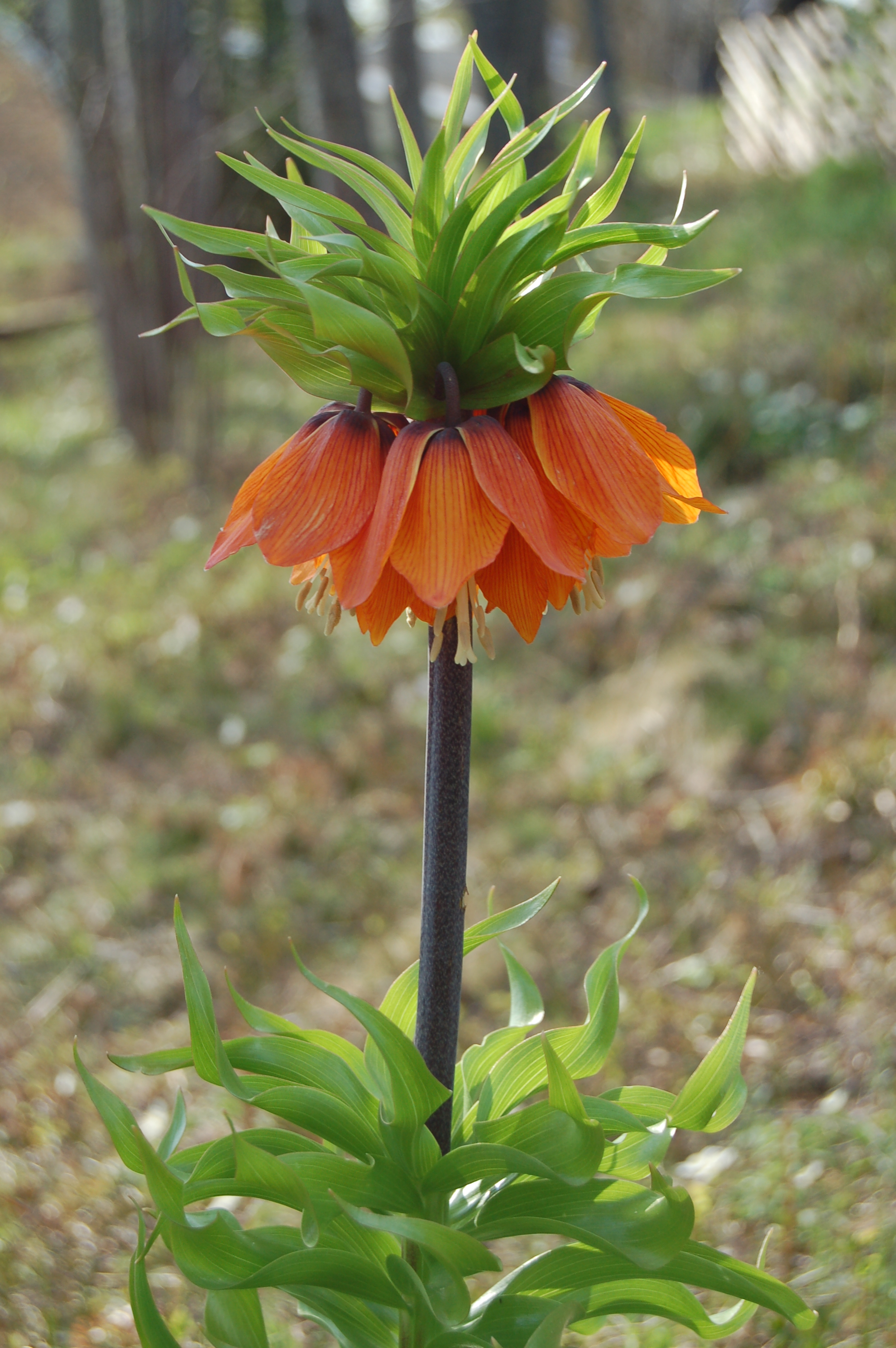
Szachownica cesarska

Rośliny spożywczeCebule szachownic są bogate w skrobię. Są spożywane na surowo, upieczone lub suszone. Cebule szachownicy pokrewnej są delikatne i smakują jak ryż, a szachownicy kamczackiej jak kasztany; te drugie razem z owocami bażyny czarnej służą do przygotowania puddingu. Suszone bulwy są mielone na mąkę, służącą do pieczenia chleba i przygotowywania zup. Słodko-ostre w smaku bulwy szachownicy żółtej są spożywane po ugotowaniu lub upieczeniu jako jarzyna. Podobnie spożywane są cebule szachownicy purpurowej, cesarskiej, skromnej, okółkowej i Fritillaria thunbergii.
Niedojrzałe owoce szachownicy pokrewnej, kamczackiej i skromnej mogą być jadane na surowo lub po ugotowaniu. Są ostre w smaku. Młode rośliny szachownicy okółkowej i Fritillaria thunbergii były jadane w całości po ugotowaniu. Z szypułek i pąków kwiatowych szachownicy okółkowej przygotowuje się zupy.
Rośliny leczniczePył ususzonych szachownic purpurowych używany był do produkcji maści leczącej skrofuły. Cebule szachownicy żółtej, bladokwiatowej i Fritillaria thunbergii wykazują działanie przeciwkaszlowe, ściągające, łagodzące, wykrztuśne i przeciwgorączkowe. Z suszonych cebul tych roślin przygotowywano lekarstwa na kaszel, zapalenie oskrzeli, zapalenie płuc, astmę, gorączkę i ropnie. W Chinach wykorzystywane są one w walce z rakiem piersi i płuc. Surowiec ten w nadmiernych dawkach może powodować trudności z oddychaniem oraz niewydolność serca.
Cebule szachownicy cesarskiej są moczopędne i zmiękczające. Są stosowane jako środek wykrztuśny.
Rośliny ozdobneSzachownice są cenionymi roślinami ogrodowymi. Szachownica cesarska i szachownica perska zostały sprowadzone do ogrodów Europy z Persji w drugiej połowie XVI wieku.
Większość gatunków szachownic to rośliny relatywnie łatwe w uprawie, jednak niektóre mogą stanowić wyzwanie. Niekorzystne warunki mogą doprowadzić do zaniku kwitnienia lub nawet śmierci roślin. Szachownice są szczególnie wrażliwe na wilgoć, prowadzącą do gnicia cebul. Wymagają bardzo dobrze przepuszczalnego podłoża oraz regularnego podlewania i dokarmiania na początku nawozami azotowymi, a następnie potasowymi. W okresie spoczynku, po obumarciu części naziemnych, rośliny wymagają zachowania suchych warunków, podlewanie nie powinno być częstsze niż raz na miesiąc. Cebule można też wykopać i przechować do jesieni w lekko wilgotnym torfie. Rośliny rozmnaża się z nasion lub z cebulek przybyszowych, przy czym czas niezbędny do osiągnięcia dojrzałości roślin i ich zakwitnięcia jest podobny w obu przypadkach i wynosi nie mniej niż 3 lata. Rośliny są atakowane przez mszyce i szarą pleśń.
Mrozoodpornymi gatunkami spotykanymi w uprawie są:
- szachownica kamczacka, o wysokości do 45 cm, kwitnąca latem, o kwiatach dzwonkowatych, wielobarwnych, od kasztanowobrązowego do czarnego,
- szachownica cesarska, osiągająca wysokość 150 cm, o kwiatach żółtych, pomarańczowych lub czerwonych, o nieprzyjemnym zapachu, z "pióropuszem" lancetowatych liści,
- szachownica kostkowata, niewielka (do 30 cm) roślina o kasztanowych, zielonych lub białych kwiatach pokrytych wzorem podobnym do szachownicy,
- szachownica bladokwiatowa, o wysokości do 38 cm i kwiatach blado- lub jaskrawożółtych,
- szachownica perska, dorastająca do 100 cm, tworząca kwiatostan złożony z 25 kwiatów o barwie niemal czarnopurpurowej,
- szachownica pirenejska, osiągająca 45 cm wysokości, z kwiatami pokrytymi rozmytym rysunkiem szachownicy barwy żółtej, przy czym wewnątrz kwiatu zabarwienie stanowi negatyw zewnętrznego rysunku,
- szachownica okółkowa, dorastająca do 60 cm, z kwiatostanami pokrytymi luźno 15 szeroko dzwonkowatymi, białymi kwiatami pokrytymi rozmytym rysunkiem szachownicy lub zielonym żyłkowaniem.

## Obecność w kulturze
Zgodnie z tradycją chrześcijańską szachownice nie schyliły głów w czasie ukrzyżowania Chrystusa i odtąd, ze wstydu, zwiesiły je na zawsze.